# Bahnhofshalle
Die Bahnhofshalle (auch Bahnhalle, Bahnsteighalle, Gleishalle oder Perronhalle) ist eine Halle, welche die Bahnsteige und Gleise eines Bahnhofs überdeckt und Eisenbahn-Nutzende und Besuchende sowie Reisende und Wartende vor allem gegen Witterungseinflüsse schützt, außerdem Begegnungen ermöglichen und Einkaufsmöglichkeiten bieten kann. Oft werden auch Schalter- bzw. Wartehallen als „Bahnhofshalle“ bezeichnet.

## Geschichte und Architektur
Am Anfang der Geschichte der Eisenbahn wurden in der Regel an das Empfangsgebäude (auch Aufnahmegebäude) hölzerne Einzelhallen gebaut. Diese älteren Hallen bestanden vielfach ganz aus Holz oder aus Holz in Verbindung mit Eisen. Ab der zweiten Hälfte des 19. Jahrhunderts aber kamen beim Um- oder Neubau von Bahnhöfen mit großem Personenverkehrsaufkommen auch größere Gruppen von Hallen, mehrschiffige Bahnhofshallen zur Ausführung und gaben diesen eine monumentale Wirkung. Mit der zunehmenden Vergrößerung der Hallenspannweiten ging man zu gusseisernen und stählernen Konstruktionen über und verwendet heute auch viel Glas.
Mittelgroße bis große Bahnhöfe in den Industrienationen sind stets überdacht und verfügen über eine Halle als „Unterstand“ für die Züge und die Reisenden. Der Grund für die meist große Höhe der Bahnhofshallen liegt zum einen am Rußausstoß der Dampflokomotiven, was früher der Hauptgrund war, zum anderen an praktischen Gegebenheiten: Große Räume fangen Lärm besser auf und sind überschaubar. Ein weiterer Grund für große Bahnhofshallen ist, dass sie Repräsentationsbauten einer Stadt sind.

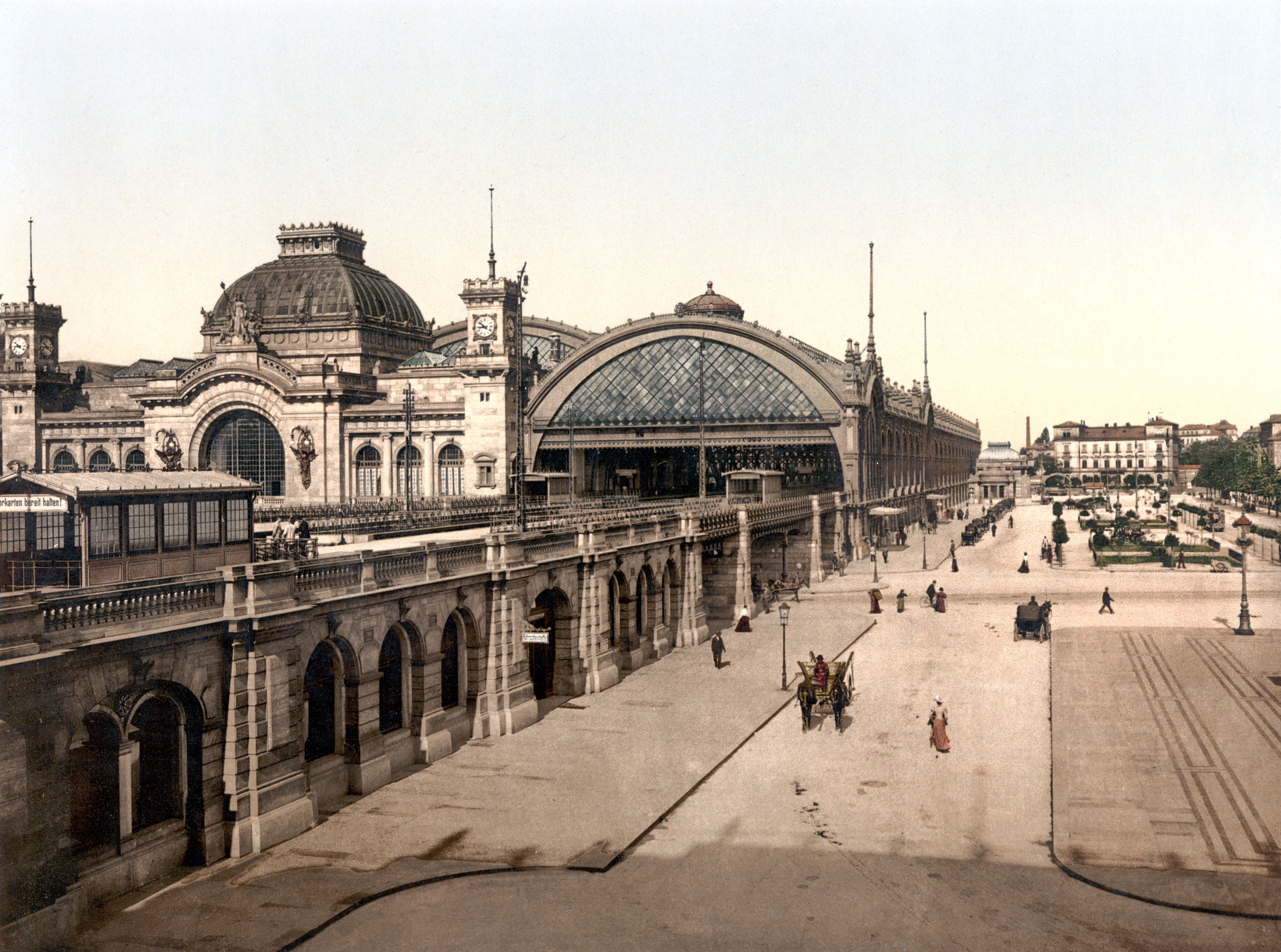
Dresden Hauptbahnhof um 1900, eine der drei Bahnhofshallen

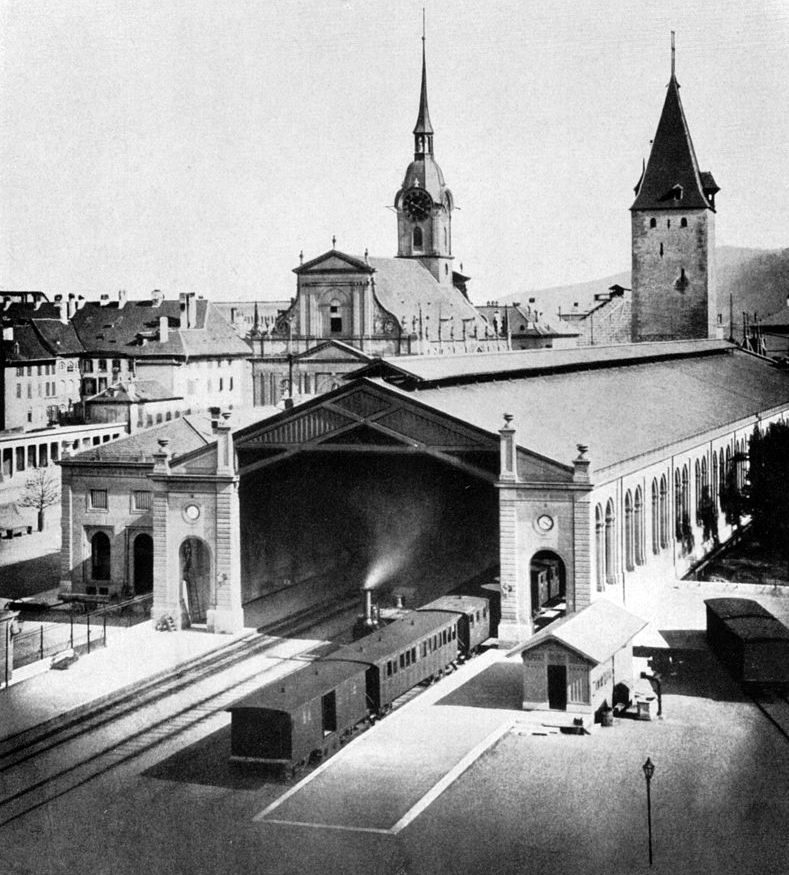
Bahnhof Bern 1860, Satteldach mit Dachstuhl aus Holz, Entlüftung im First

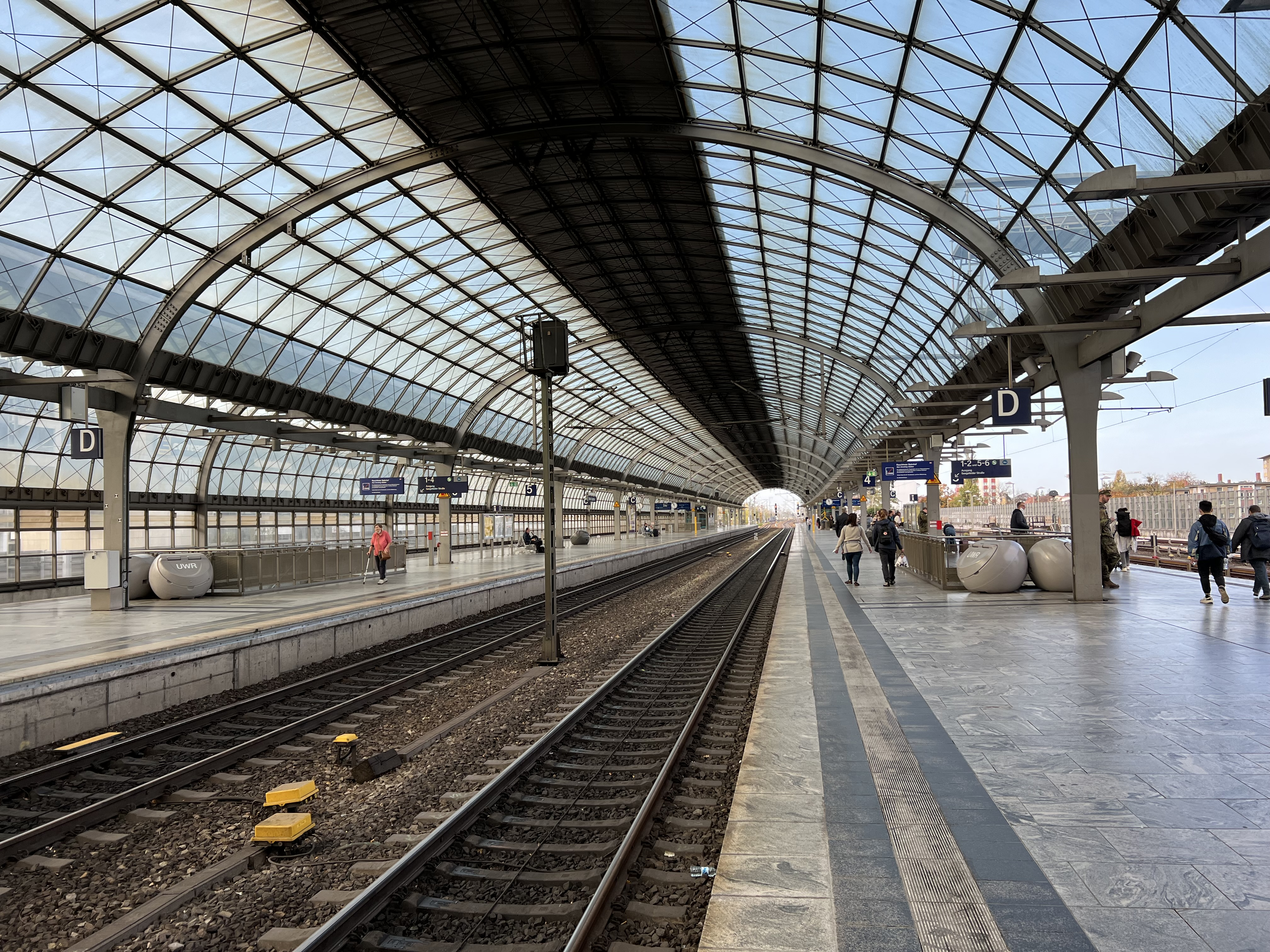
Berlin-Spandau, mit 440 m längste Bahnhofshalle (erbaut 1997/98)

## Liste der Bahnhofshallen

### Europa

#### Deutschland

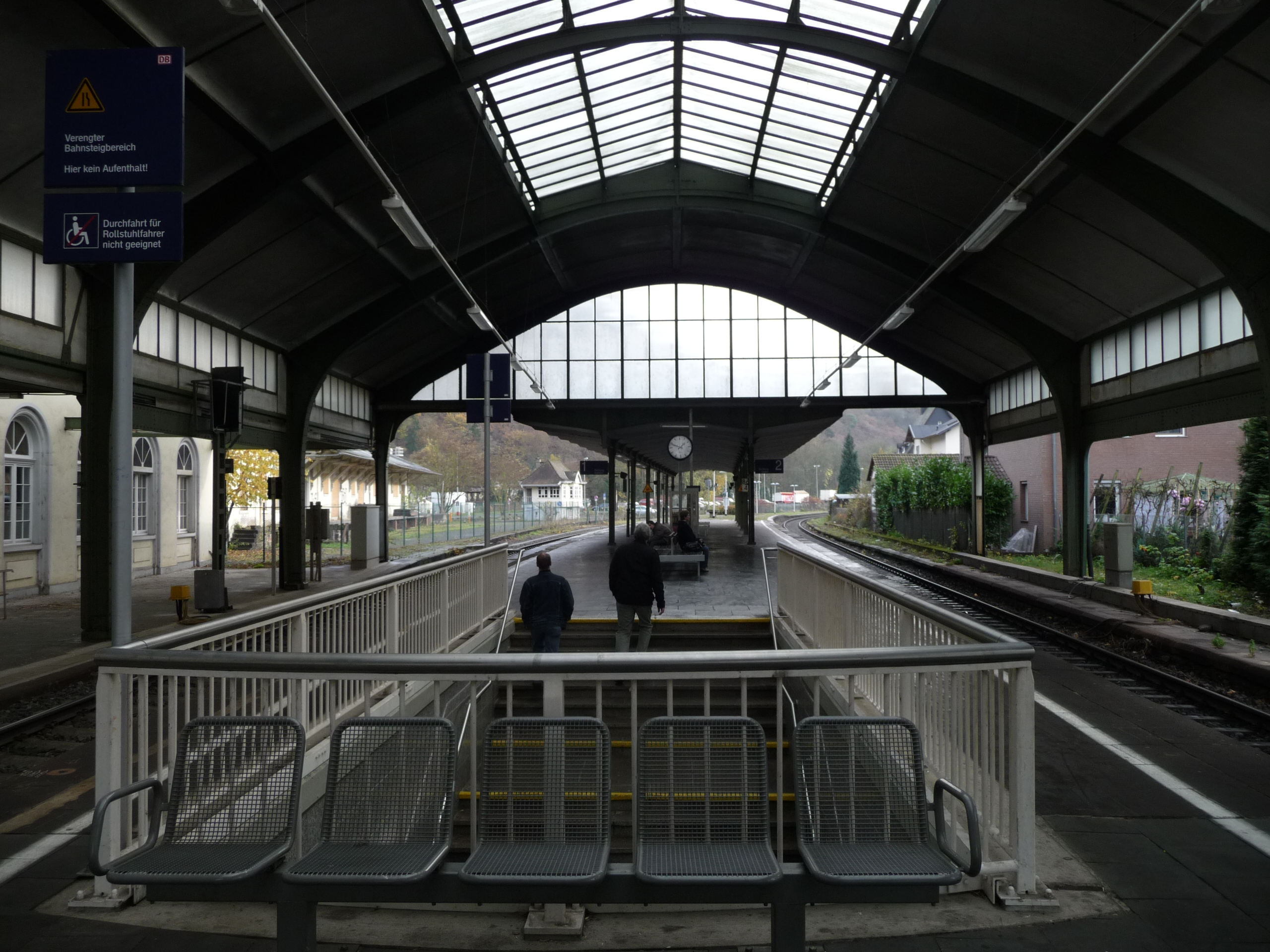
Bad Ems (2009)

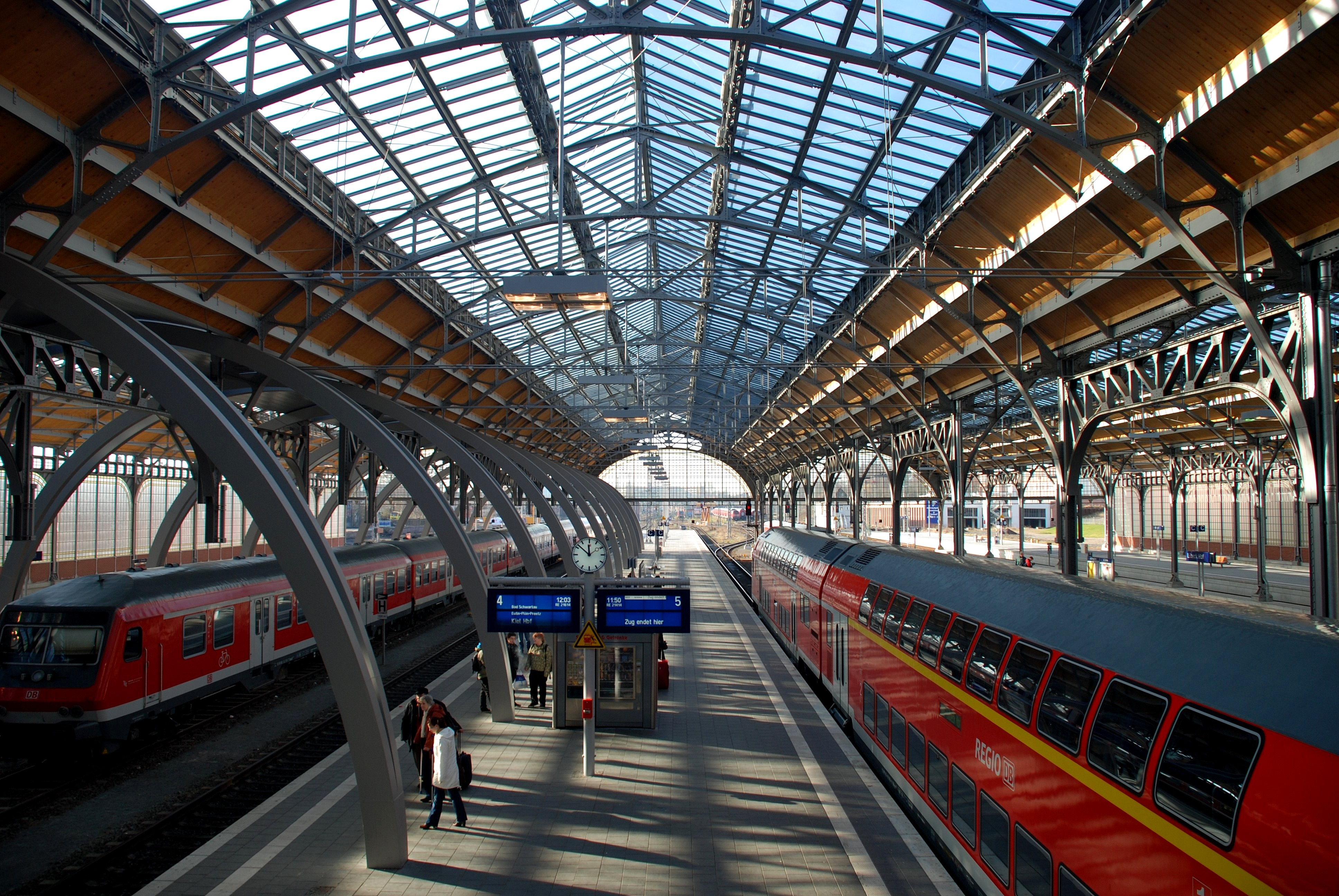
Lübeck Hauptbahnhof, Bahnhofshalle von 2007

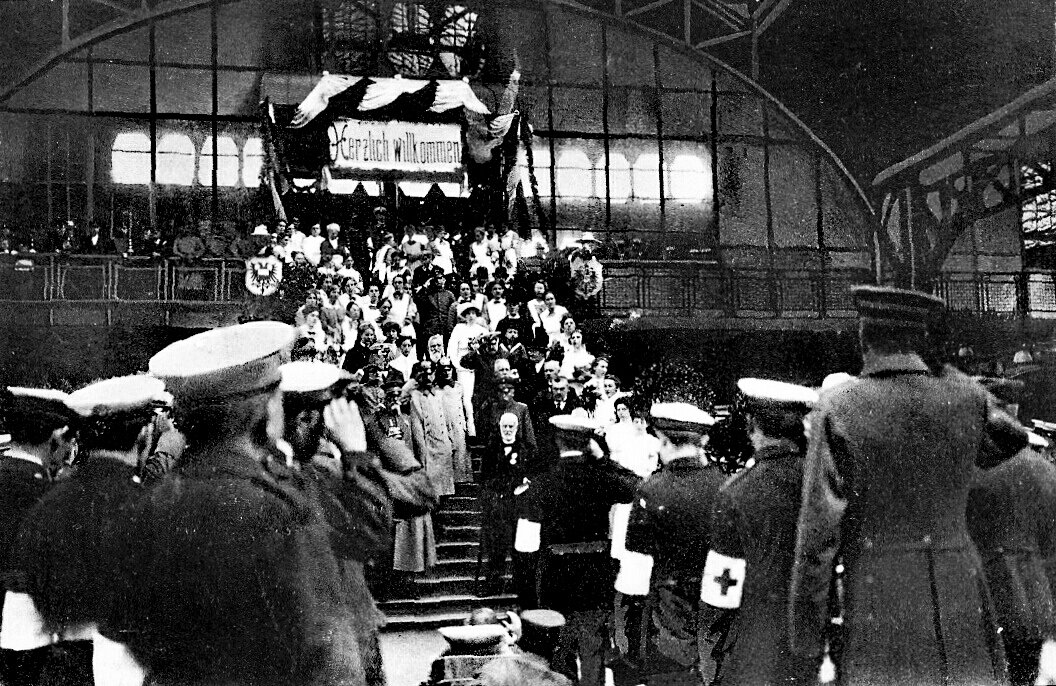
Dieselbe Halle, Gegenrichtung (1915)

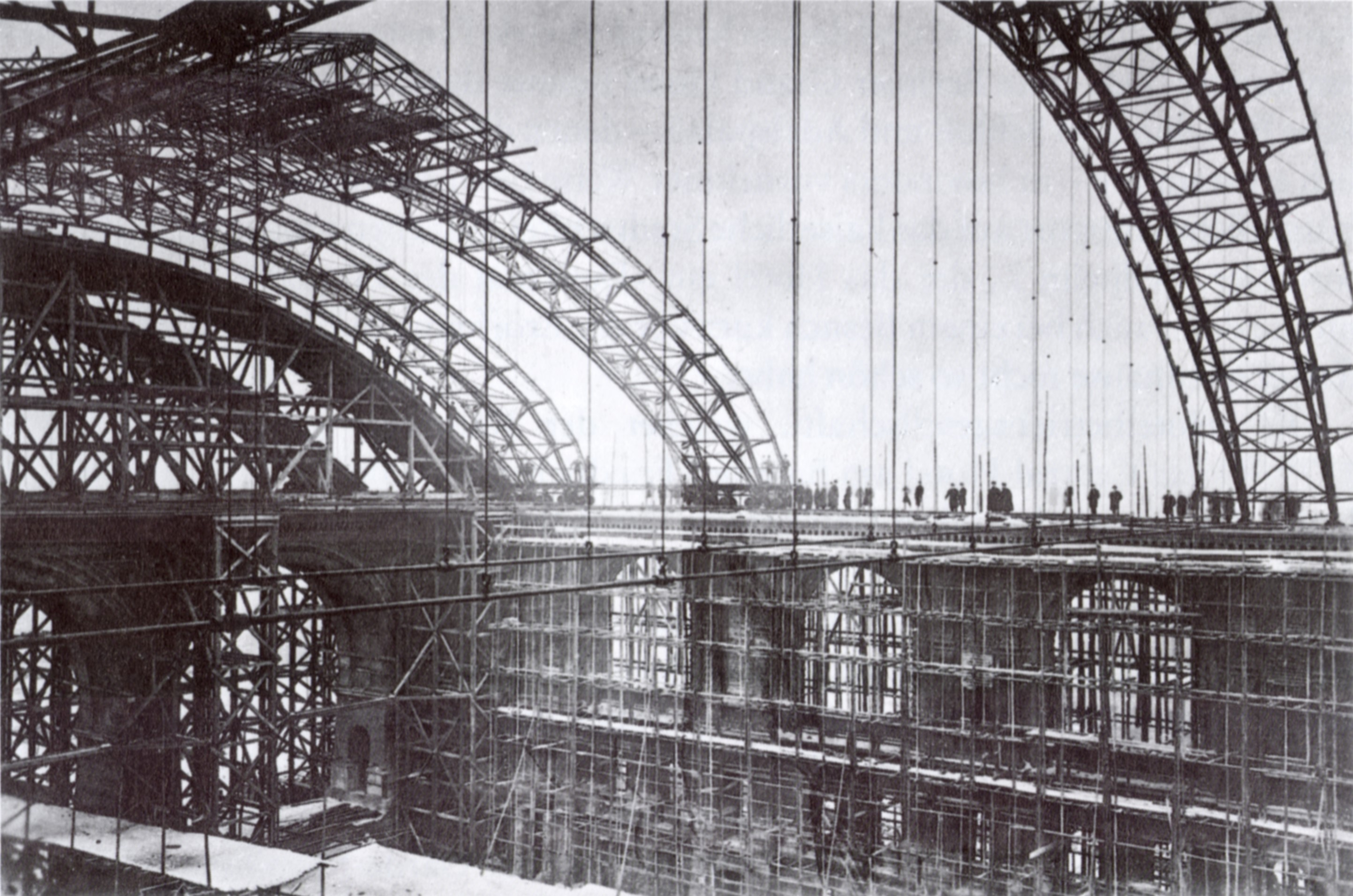
Berlin Anhalter Bahnhof im Bau (1880)

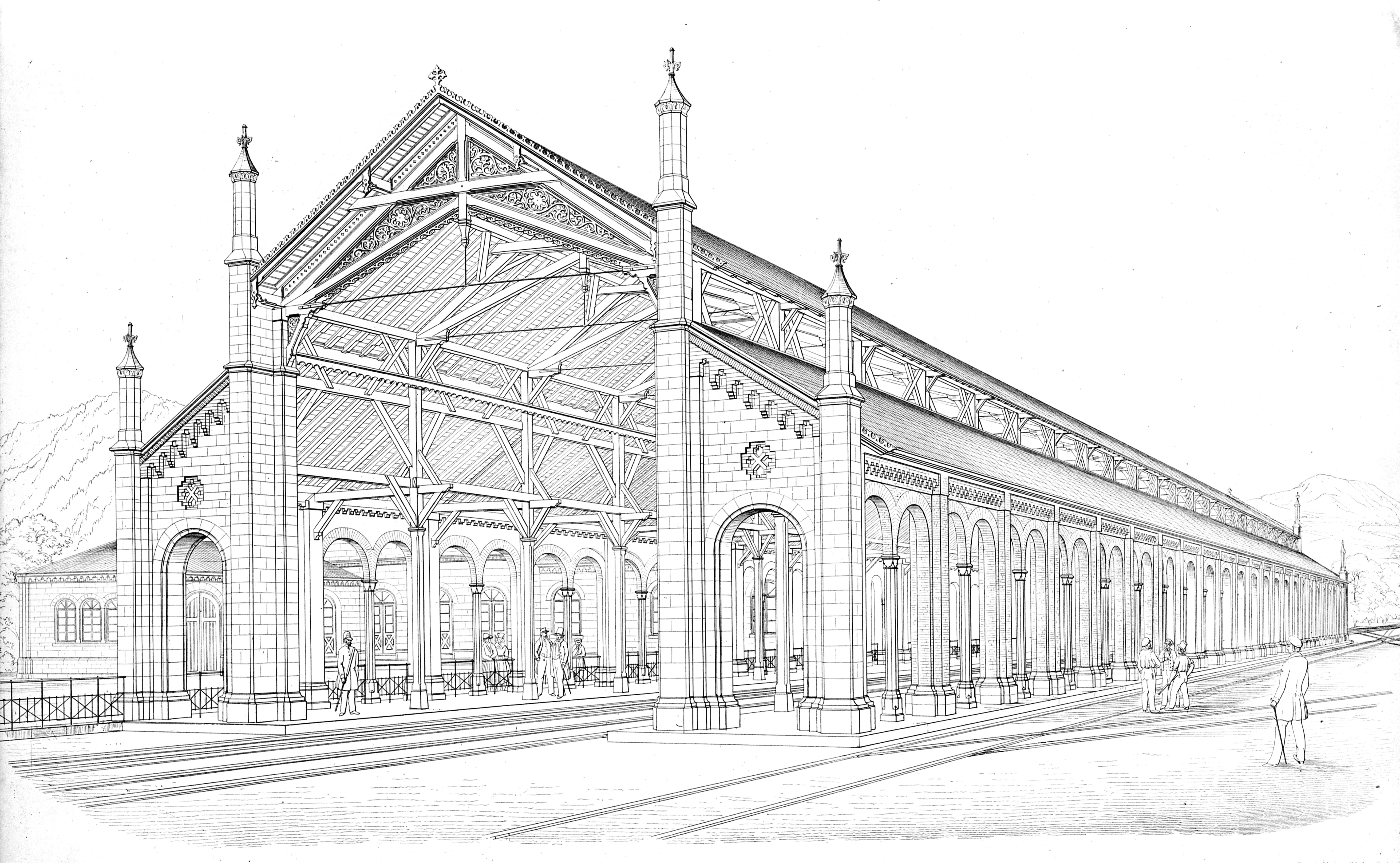
Halle des ersten Freiburger Hauptbahnhofs aus Nord- und Westseite gesehen

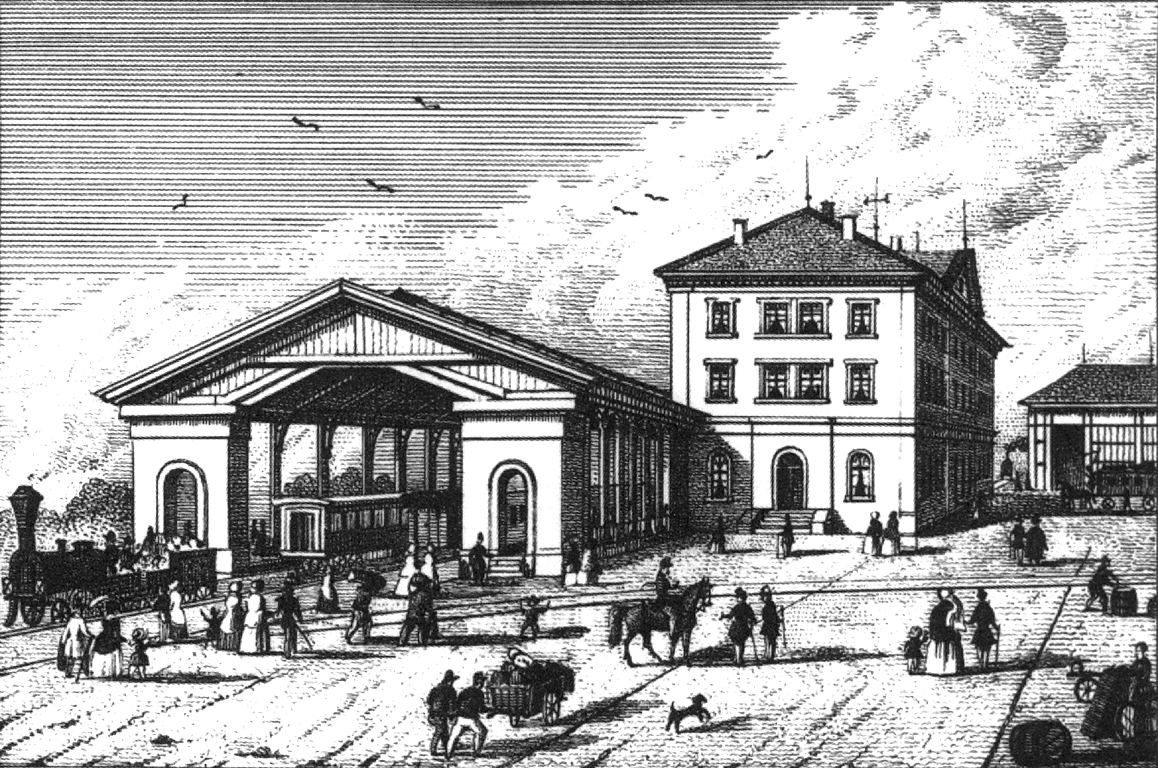
Alter Bahnhof in Heilbronn (um 1850)

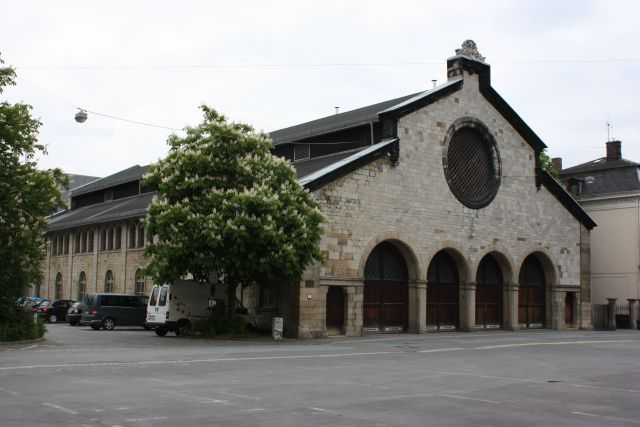
Einsteighalle in Hof, als Feuerwehrhaus genutzt

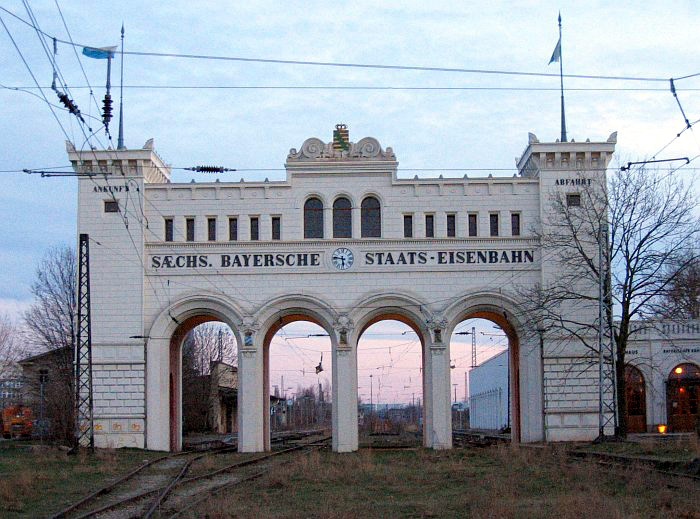
Bayerischer Bahnhof in Leipzig, nur Portikus erhalten

##### Mit Bahnbetrieb
1. Aachen Hauptbahnhof, erbaut 1905, Stahl, dreischiffig
2. Bad Ems, kleinste Bahnhofshalle der DB
3. Bad Herrenalb
4. Berlin Alexanderplatz
5. Berlin Bellevue
6. Berlin Friedrichstraße
7. Berlin Gesundbrunnen
8. Berlin Hackescher Markt
9. Berlin Hauptbahnhof, erbaut 2006
10. Berlin Jannowitzbrücke
11. Berlin Ostbahnhof
12. Berlin Ostkreuz (Ringbahn)
13. Berlin-Schöneberg (Ringbahn)
14. Berlin-Spandau, längste Halle, 440 Meter
15. Berlin Südkreuz (Ringbahn)
16. Bahnhof Berlin Warschauer Straße (Stadtbahn)
17. Berlin Westkreuz (Ringbahn)
18. Berlin Zoologischer Garten
19. Berlin Bülowstraße (U-Bahn)
20. Berlin Görlitzer Bahnhof (U-Bahn)
21. Berlin Hallesches Tor (U-Bahn)
22. Berlin Kottbusser Tor (U-Bahn)
23. Berlin Gleisdreieck (U-Bahn), Turmbahnhof mit zwei Hallen auf zwei Ebenen
24. Berlin Mendelssohn-Bartholdy-Park (U-Bahn)
25. Berlin Möckernbrücke (U-Bahn)
26. Berlin Nollendorfplatz (U-Bahn)
27. Berlin Olympiastadion (U-Bahn)
28. Berlin Schönhauser Allee (U-Bahn)
29. Berlin Eberswalder Straße (U-Bahn)
30. Berlin Prinzenstraße (U-Bahn)
31. Berlin Warschauer Straße (U-Bahn)
32. Bonn Hauptbahnhof
33. Bremen Hauptbahnhof
34. Busenbach (Stadtbahn Karlsruhe[1])
35. Chemnitz Hauptbahnhof
36. Dagebüll Mole (2024 errichtet)[2]
37. Darmstadt Hauptbahnhof
38. Dresden Hauptbahnhof
39. Dresden-Neustadt
40. Duisburg Hauptbahnhof
41. Düsseldorf Hauptbahnhof
42. Erfurt Hauptbahnhof (Neubau)
43. Ettlingen Stadt (Stadtbahn Karlsruhe)
44. Frankfurt (Main) Hauptbahnhof
45. Frankfurt (Oder)
46. Gera Hauptbahnhof
47. Görlitz
48. Hagen Hauptbahnhof
49. Halle (Saale) Hauptbahnhof
50. Hamburg Hauptbahnhof
51. Hamburg Dammtor, erbaut 1903 mit einer Fläche von 2800 m²
52. Hamburg Baumwall (Hochbahn)
53. Hamburg Dehnhaide (Hochbahn) erbaut 1994
54. Bahnhof Hamburg Elbbrücken (S-Bahn und Hochbahn, erbaut 2018/2019)
55. Hamburg Hamburger Straße (Hochbahn)
56. Hamburg Landungsbrücken (Hochbahn)
57. Hamburg Mundsburg (Hochbahn)
58. Hamburg Rödingsmarkt (Hochbahn)
59. Hamburg Volksdorf (Hochbahn)
60. Henstedt-Ulzburg
61. Kaltenkirchen
62. Karlsruhe Albtalbahnhof (Stadtbahn Karlsruhe)
63. Karlsruhe Hauptbahnhof
64. Kempten Hauptbahnhof (nur ein Gleis überspannt)
65. Kiel Hauptbahnhof
66. Köln Hauptbahnhof
67. Köln/Bonn Flughafen, erbaut 2004 mit einer Fläche von 5600 m²
68. Krefeld Hauptbahnhof
69. Leipzig Hauptbahnhof
70. Ludwigshafen (Rhein) Mitte (Neubau)
71. Limburg Süd, ICE-Bahnhof (Neubau)
72. Lübeck Hauptbahnhof
73. Mainz Hauptbahnhof
74. Menzingen (Kraichtal) Stadtbahn Karlsruhe
75. Mönchengladbach Hauptbahnhof
76. Montabaur, ICE-Bahnhof (Neubau)
77. München Hauptbahnhof
78. Oldenburg (Oldenburg) Hauptbahnhof

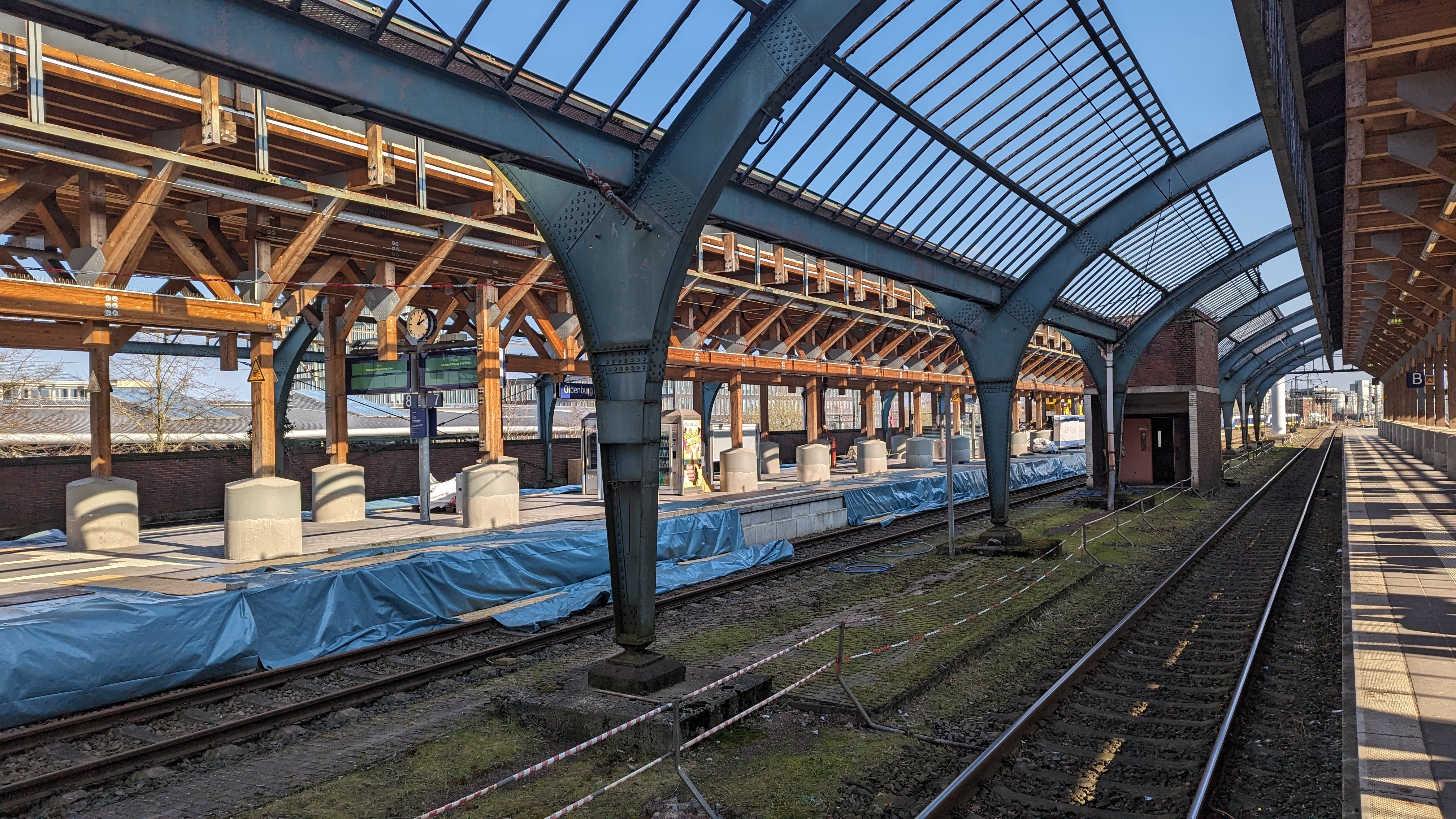
Gleishalle des Hauptbahnhof Oldenburg 2024 während der Sanierung (Blick auf Gleis 7/8)

79. Potsdam Hauptbahnhof
80. Wiesbaden Hauptbahnhof

##### Ohne Bahnbetrieb oder abgebrochen
1. Augsburg München-Augsburger Bahn, gemauerte Wände und Dachstuhl aus Holz, Ingenieur Ulrich Himbsel, bereits 1844 Umnutzung wegen Verlegung des Bahnhofs, derzeit Straßenbahndepot
2. Baden-Baden (Alter Bahnhof, Halle 1978 nach Bad Herrenalb)
3. Bad Homburg (zweischiffig, 90 × 12 Meter, bis 1961)
4. Berlin Anhalter Bahnhof, fertiggestellt 1880; Spannweite 62,5 m; Ingenieur Heinrich Seidel
5. Berlin Hamburger Bahnhof
6. Berlin Lehrter Bahnhof
7. Berlin Lehrter Stadtbahnhof (S-Bahn) (musste dem Neubau des Hauptbahnhofs weichen)
8. Berlin Görlitzer Bahnhof
9. Berlin Potsdamer Bahnhof (im Zweiten Weltkrieg zerstört, Reste 1958 abgebrochen)
10. Berlin Nordbahnhof (Stettiner Bahnhof)
11. Berlin U-Bahnhof Osthafen (bis 1924 Strahlauer T(h)or (im Zweiten Weltkrieg zerstört, abgebrochen)
12. Alter Braunschweiger Bahnhof
13. Bremerhaven Hauptbahnhof
14. Cuxhaven Amerika-Bahnhof (1889–1971)
15. Darmstadt Main-Neckar-Bahnhof
16. Dortmund Hauptbahnhof
17. Dresden Leipziger Bahnhof
18. Dresden Wettiner Straße (Dresden Mitte)
19. Düsseldorf Hauptbahnhof (alt)
20. Essen Hauptbahnhof
21. Freiburg (Breisgau) Hauptbahnhof
22. Bahnhof Frankfurt (Main) Ost
23. East Japan Railway Company Niigata Station (2024)Bahnhof Frankfurt (Main) Süd

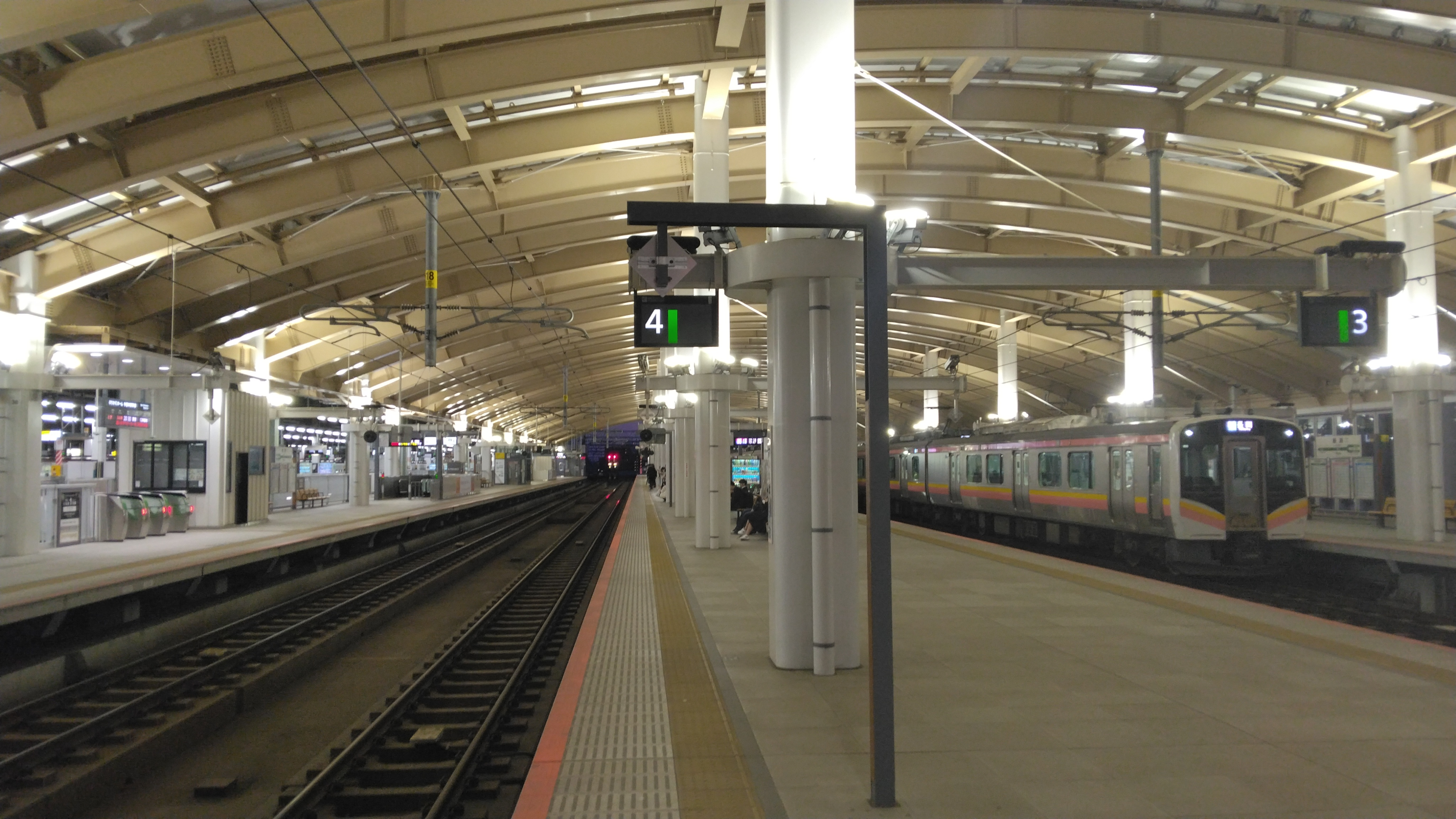
East Japan Railway Company Niigata Station (2024)

24. Göttingen, im Rahmen der Höherlegung der Gleise in den 1920ern abgebrochen
25. Hamburg-Altona (1897–1974)
26. Hamburg Holstenstraße (in den 1980er Jahren abgebrochen)
27. Hamburg-Ohlsdorf (in den 1970er Jahren abgebrochen)
28. Hamburg Sternschanze (1975 abgebrochen)
29. Hannover Hauptbahnhof
30. Heidelberg Hauptbahnhof (alt, 1840–1955)
31. Heilbronn alter Bahnhof
32. Hof, alter Bahnhof, existent, andere Nutzung
33. Husum
34. Koblenz Hauptbahnhof
35. Köln-Deutz
36. Köln Mindener Bahnhof
37. Landshut alter Bahnhof
38. Leipzig Bayerischer Bahnhof
39. Leipzig Dresdner Bahnhof
40. Leipzig Magdeburger Bahnhof
41. Magdeburg Hauptbahnhof
42. Mannheim Hauptbahnhof und Alter Bahnhof (Mannheim)
43. München Isartalbahnhof
44. Münster (Westfalen) Hauptbahnhof
45. Neufahrn (Niederbay), 1926 abgebrochen[3]
46. Potsdam Kaiserbahnhof (Halle existiert noch, andere Nutzung)
47. Wuppertal-Barmen
48. Wuppertal-Elberfeld
49. Wuppertal-Oberbarmen
50. Würzburg Ludwigsbahnhof

#### Österreich
1. Gmünd (Waldviertelbahn)
2. Graz Hauptbahnhof
3. Laubenbachmühle (seit 2012)[4]

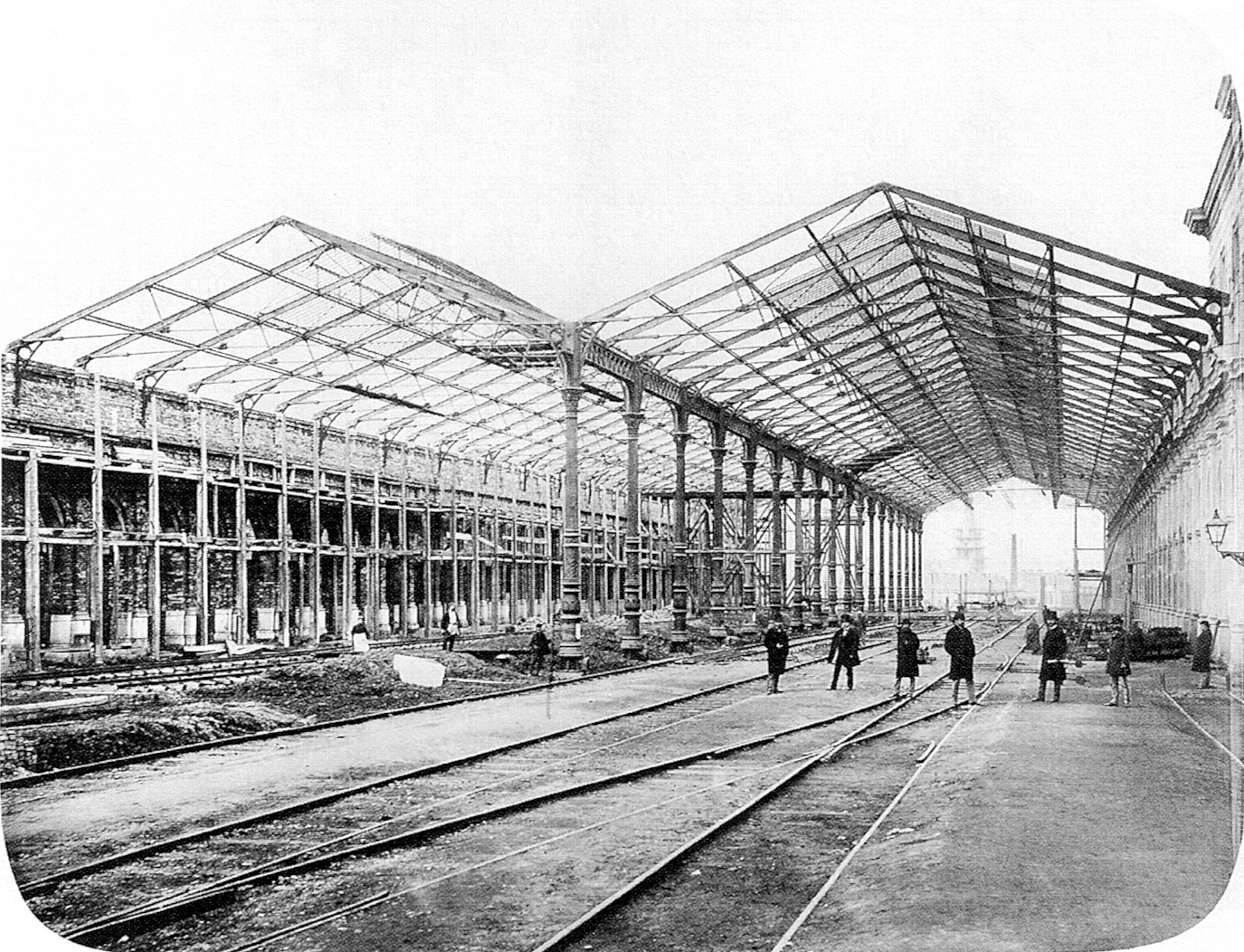
Stand der Bauarbeiten der Abfahrtshalle des Staatsbahnhofes (ab 1913: Ostbahnhof) in Wien am 13. März 1870

4. Lamprechtshausen, gleichzeitig Wagenhalle[5] (seit 2012)[6]
5. Peuerbach (Linzer Lokalbahn)
6. Salzburg Hauptbahnhof (seit dem Umbau 2012)
7. Trimmelkam, gleichzeitig Wagenhalle[7] (seit 2000)[8]
8. Wien Hauptbahnhof (Neubau)
9. Wien Krottenbachstraße
10. Wien (Süd-) Ostbahnhof (ehem.)
11. Wien Praterstern
12. Zell am See

#### Schweiz
1. Aarau (1858–1922)
2. Baden (alter Bahnhof)

Bahnhof in Baden

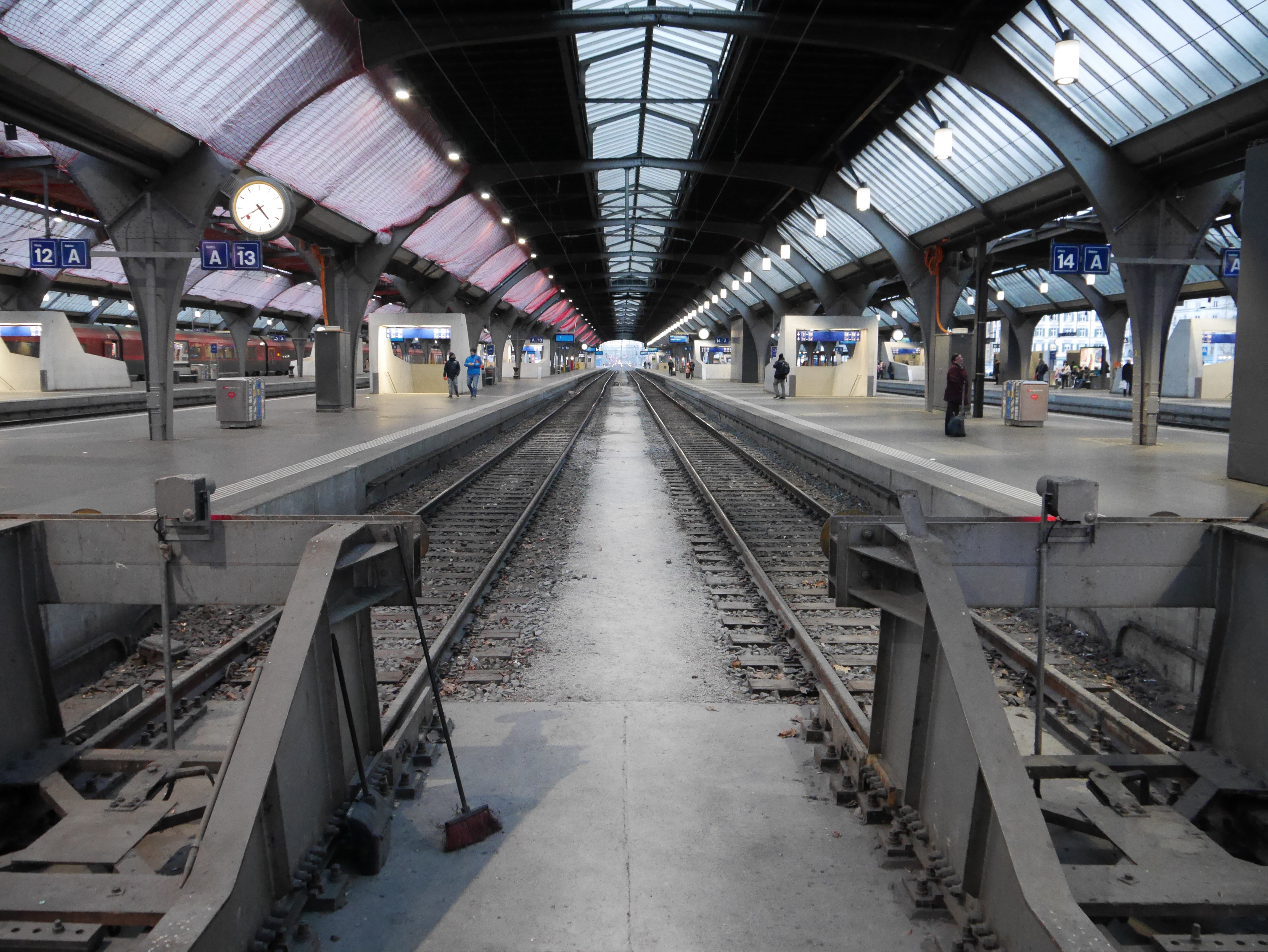
Perronhalle oder Gleishalle Hauptbahnhof Zürich, seit 1930

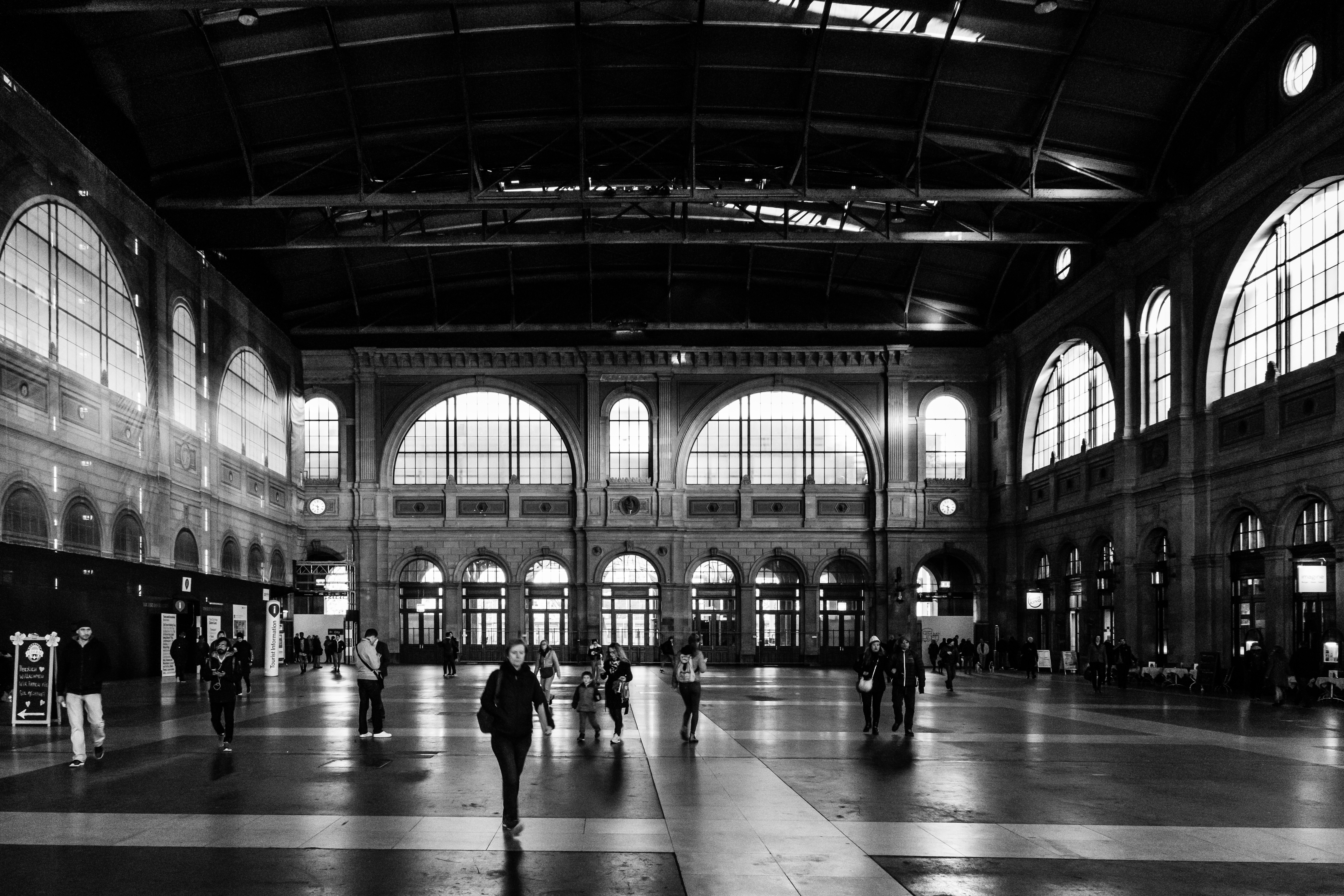
Die Haupthalle oder Wannerhalle, erste Bahnhofshalle von Zürich

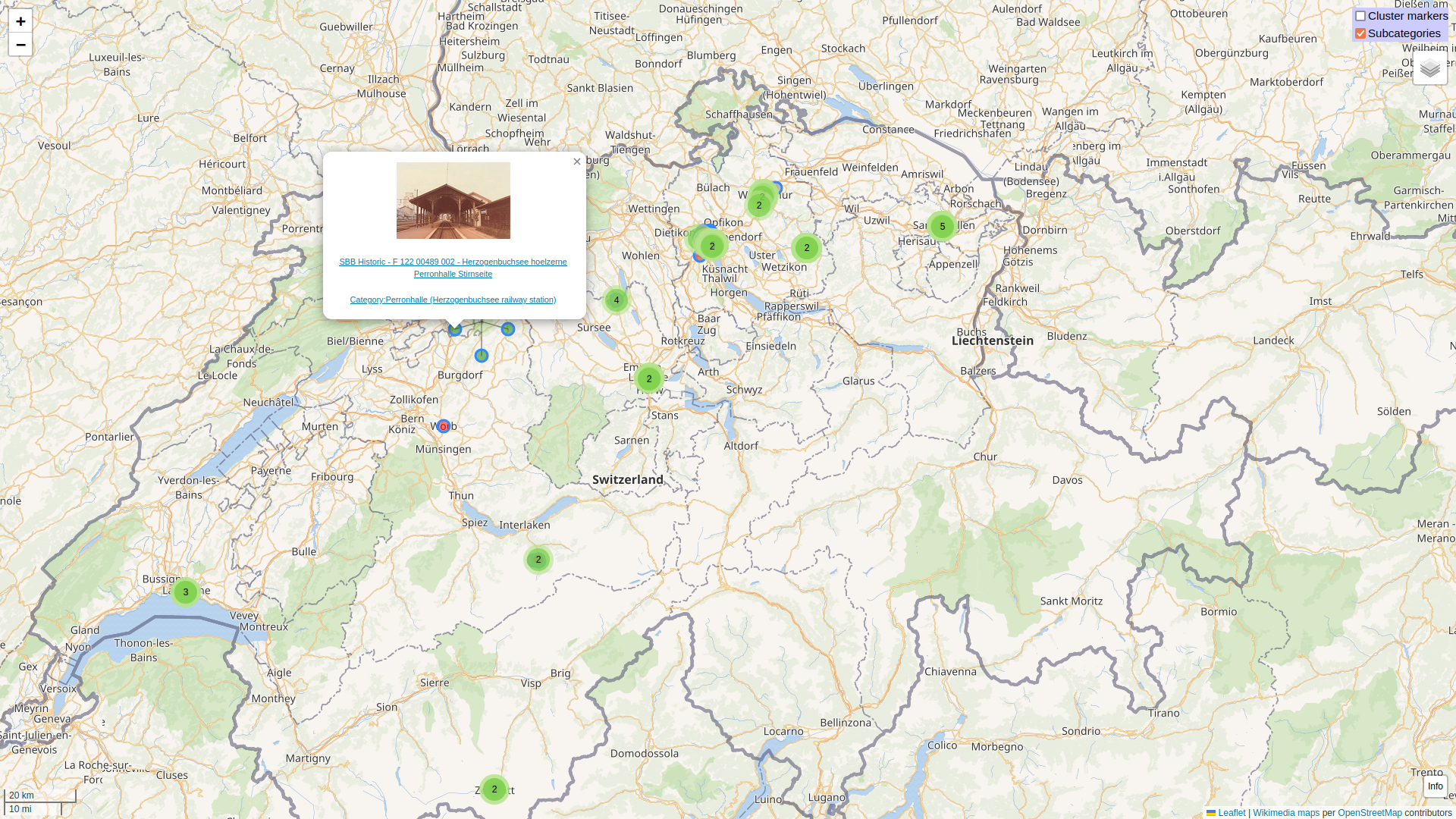
Bahnhöfen mit Perronhallen in der Schweiz (Karte gelokalisierter Fotos)

3. Basel Bad Bf (ehemalig, 1913–1981/82)
4. Basel SBB
5. Basel SNCF
6. Bauma (Perronhalle von Basel)
7. Bern (1860)
8. Herzogenbuchsee (ehemalig, 1855–1979)
9. Lauterbrunnen
10. Lausanne
11. Luzern
12. Mürren
13. Olten
14. St. Gallen
15. Worb Dorf (2002)
16. Zermatt (1989)
17. Zürich HB

#### Belgien
1. Antwerpen-Centraal
2. Bruxelles-Midi/Brussel-Zuid
3. Leuven
4. Liège-Guillemins, Neubau von 2009
5. Ottignies, ehemalig, Anfang des 20. Jahrhunderts
6. Spa, ehemalig (1867 erbaut)

#### Dänemark
1. Aarhus Hovedbanegård
2. Fredericia (neuer Bahnhof)
3. Fredericia (alter Bahnhof, nicht mehr in Betrieb, Halle abgebaut)
4. Gedser
5. Københavns Hovedbanegård
6. Københavns Nørrebro

#### Finnland
1. Helsinki
2. Kalasatama (Metro Helsinki)
3. Mellunmäki (Metro Helsinki)
4. Rastila (Metro Helsinki)
5. Vuosaari (Metro Helsinki)
6. Siilitie (Metro Helsinki)

#### Frankreich
1. Agen
2. Angoulême
3. Aurillac einschiffig, viergleisig
4. Bayonne
5. Béziers
6. Bordeaux Saint-Jean
7. Blois
8. Brive
9. Cahors
10. Calais
11. Capdenac einschiffig, viergleisig
12. Carcassonne
13. Cerbère
14. Charleville-Mézières
15. Cherbourg (Alter Hafenbahnhof)
16. Dax
17. Dijon
18. Foix
19. Hendaye
20. Lannemezan
21. La Rochelle
22. Le Mans
23. Lille-Europe
24. Lille-Flandres
25. Limoges
26. Lorient[9]
27. Lyon Perrache, zweischiffig
28. Mâcon
29. Marmande
30. Marseille-Saint-Charles
31. Mont-de-Marsan
32. Montauban
33. Montréjeau – Gourdan-Polignan

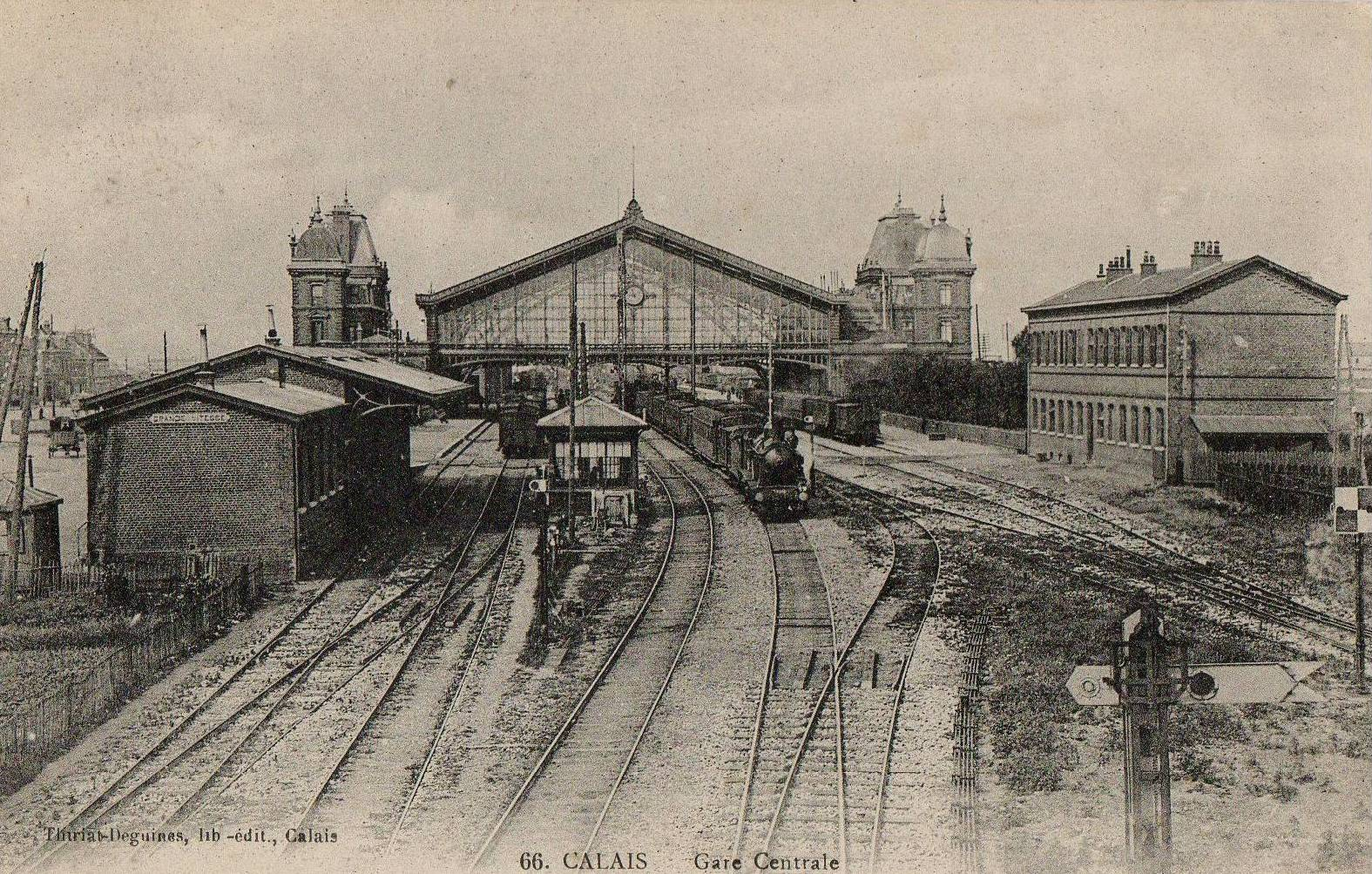
Calais um 1910

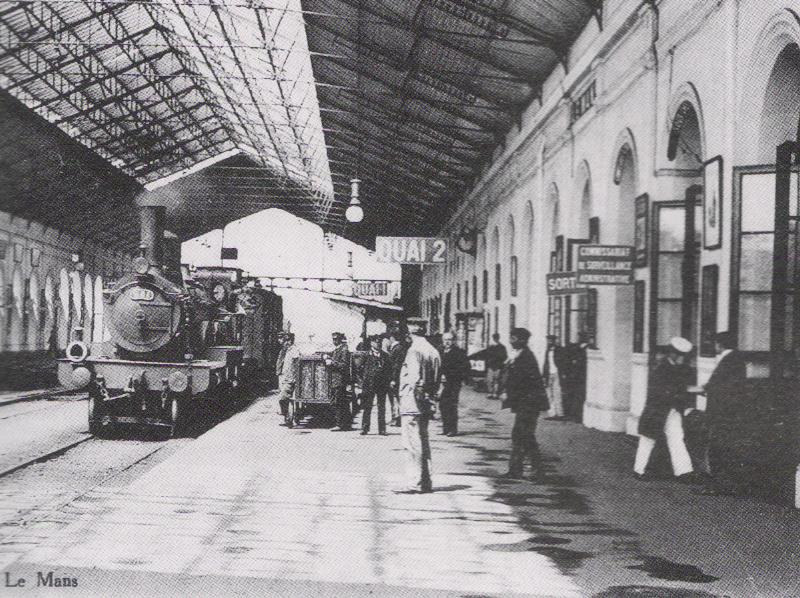
Zug in Le Mans, um 1909

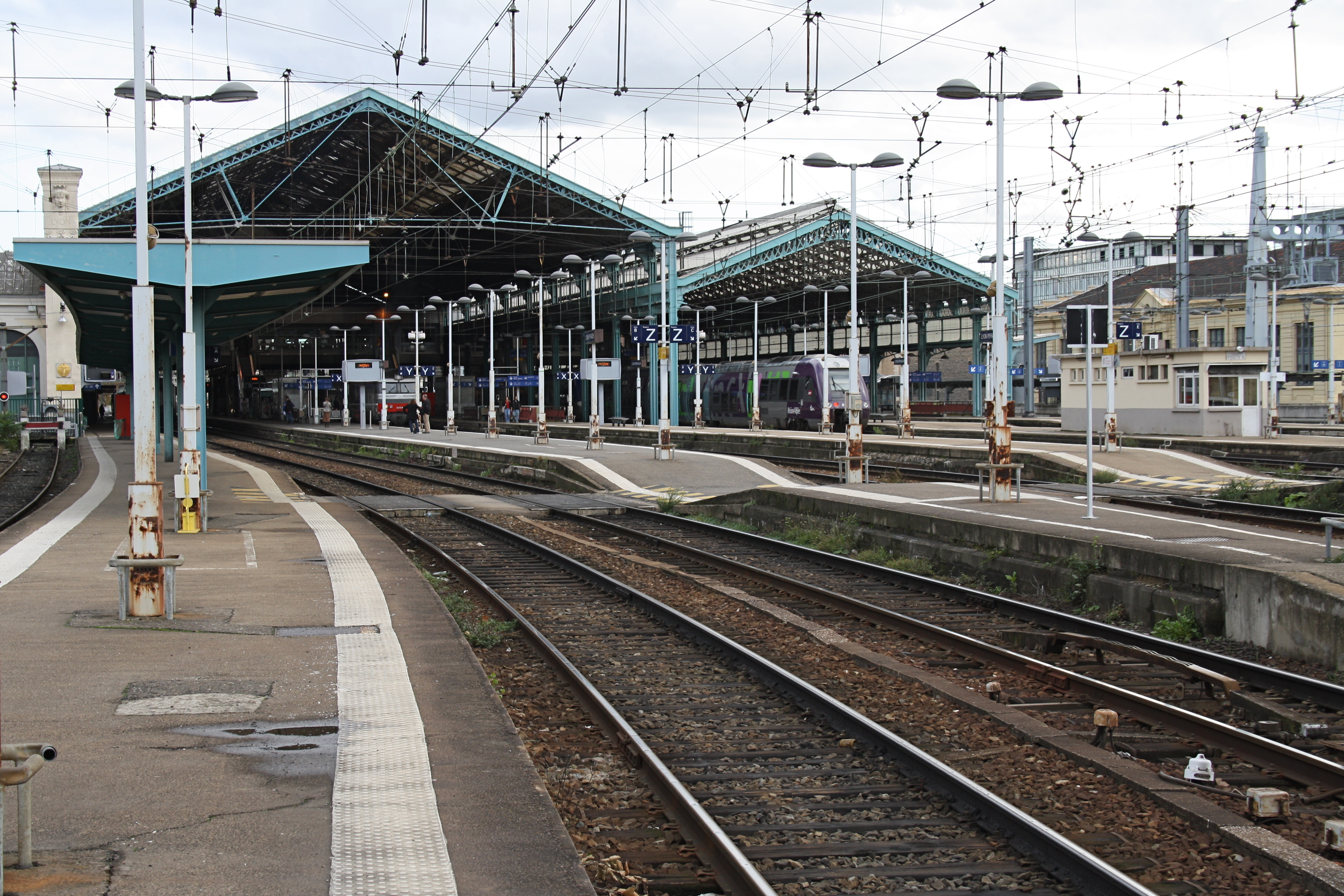
Lyon Perrache

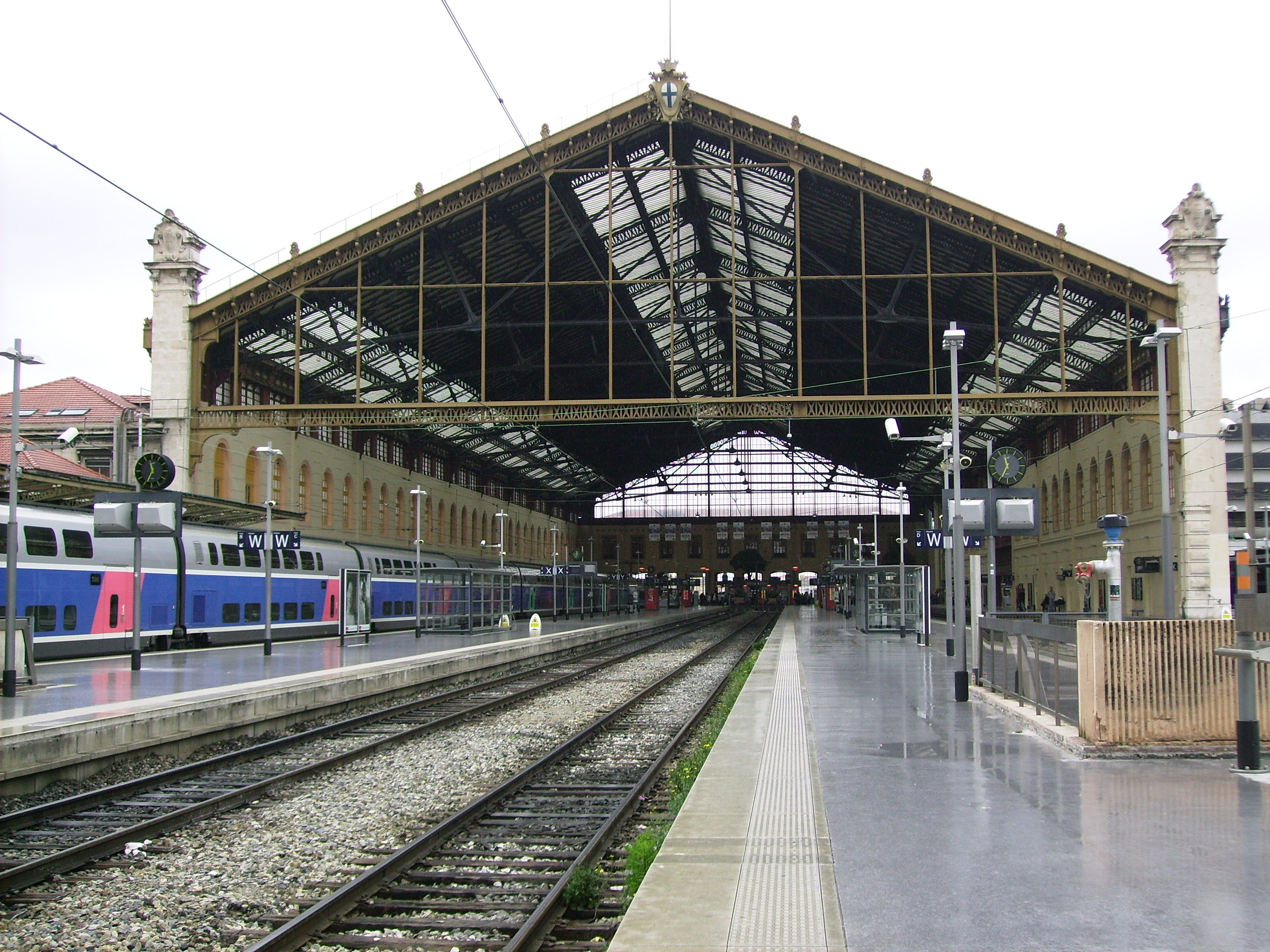
Marseille-Saint-Charles

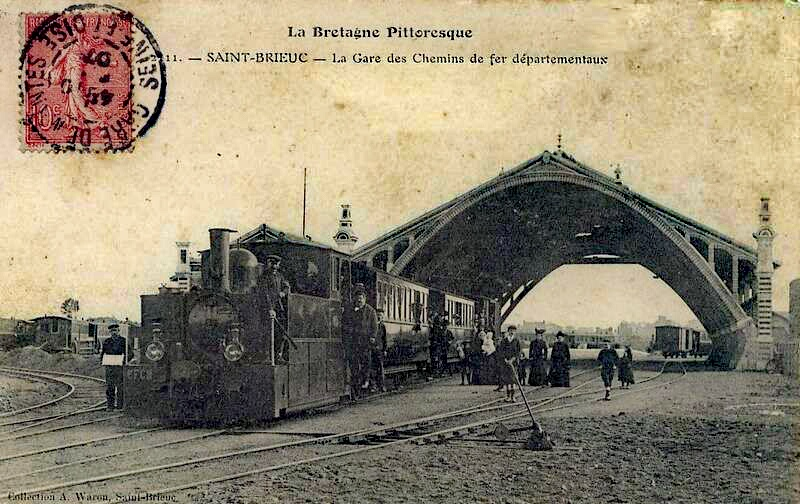
Saint-Brieuc (1905)

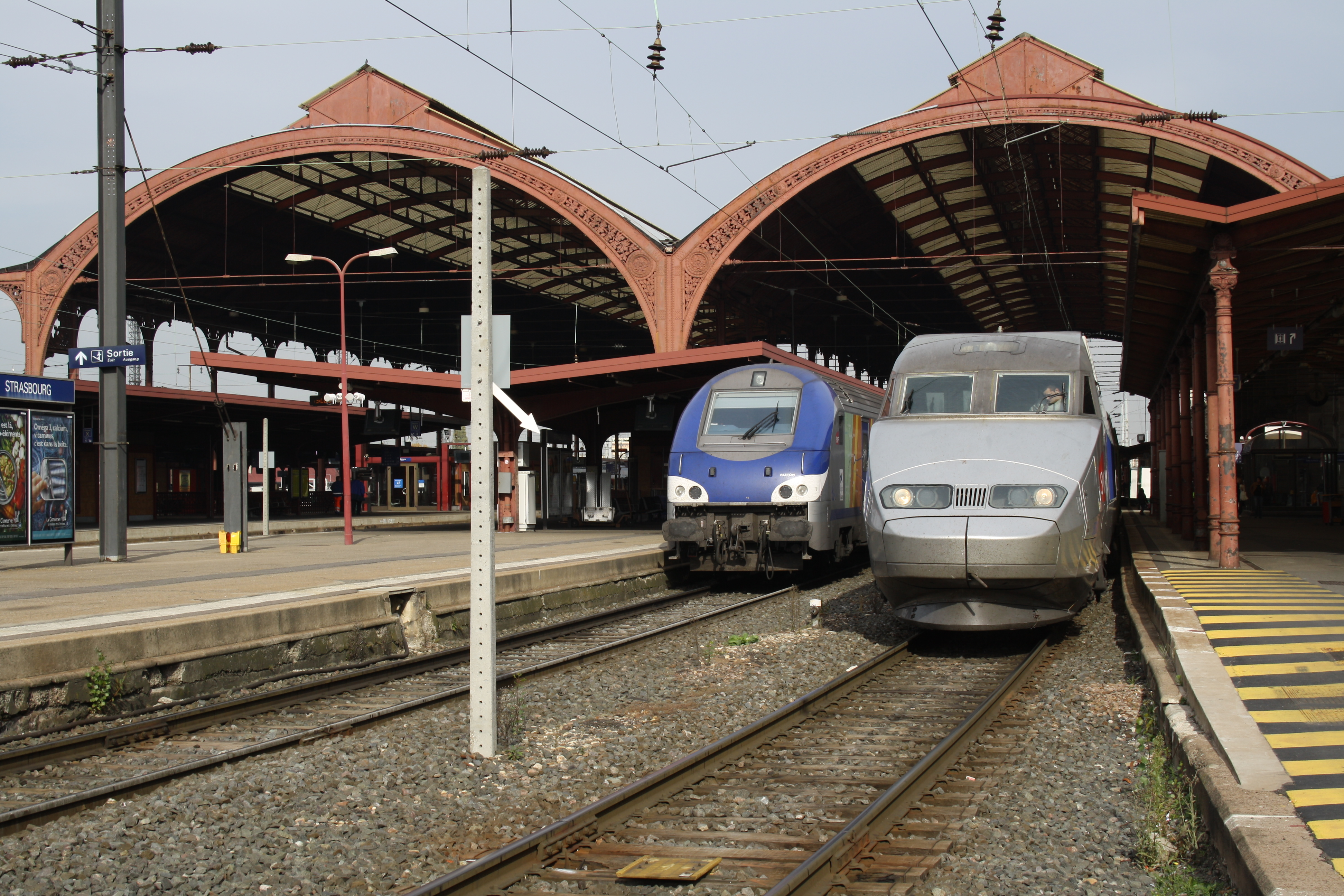
Straßburg

34. Mülhausen zweischiffig, viergleisig
35. Nancy
36. Narbonne
37. Nîmes
38. Nizza
39. Pamiers
40. Paris Gare d’Austerlitz
41. Paris Gare de la Bastille
42. Paris Gare du Nord
43. Paris Gare de Lyon
44. Musée d’Orsay#Gare d’Orsay
45. Paris Gare Saint-Lazare
46. Périgueux
47. Perpignan
48. Portbou
49. Reims
50. Saarburg, alter Bahnhof (Lothringen)[10]
51. Saint-Brieuc Lokalbahnhof
52. Saint-Germain-en-Laye
53. Saint-Germain-des-Fossés
54. Saint-Girons
55. Straßburg
56. Tarbes
57. Toulouse-Matabiau
58. Valence
59. Vierzon

#### Griechenland
1. Metrostation in Piräus (Endstation der Linie 1)

#### Großbritannien
- England

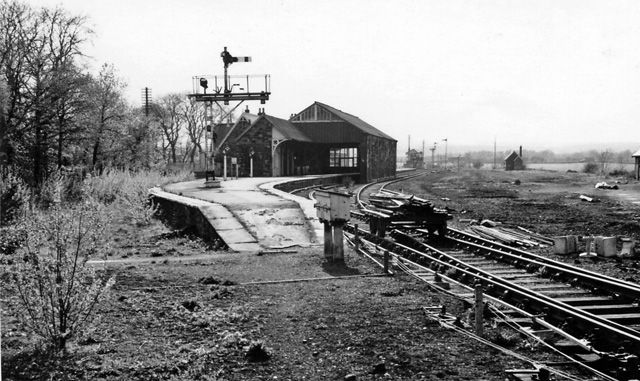
Barnard Castle 1965

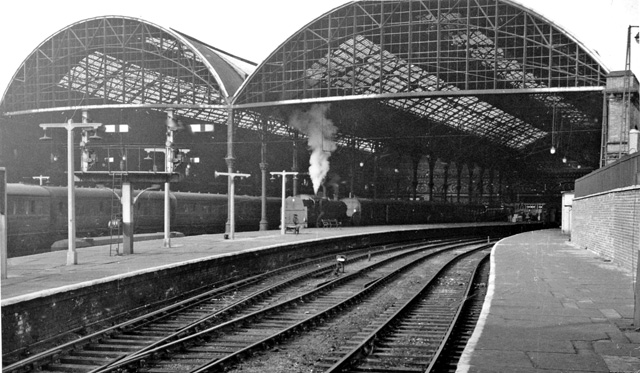
Birkenhead Woodside 1961

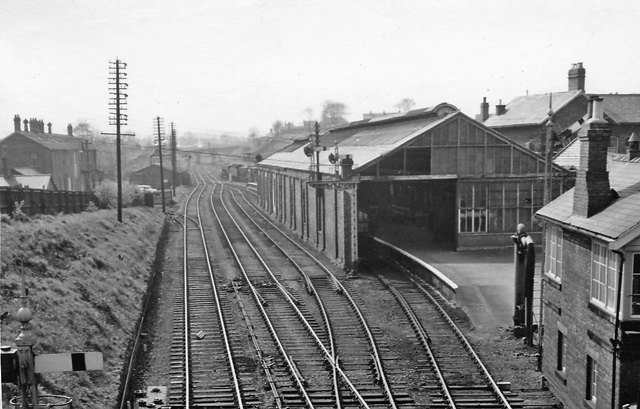
Bishop Auckland 1965

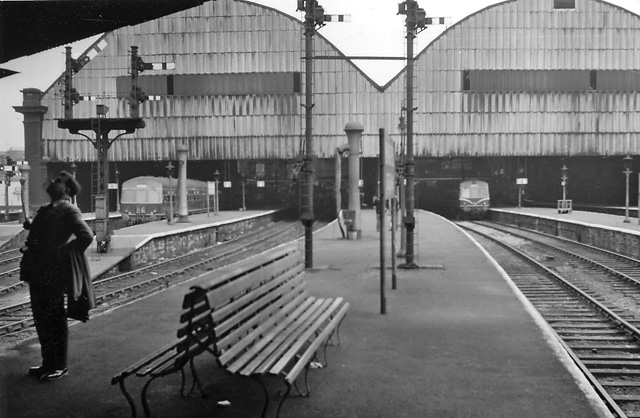
Bradford exchange 1961

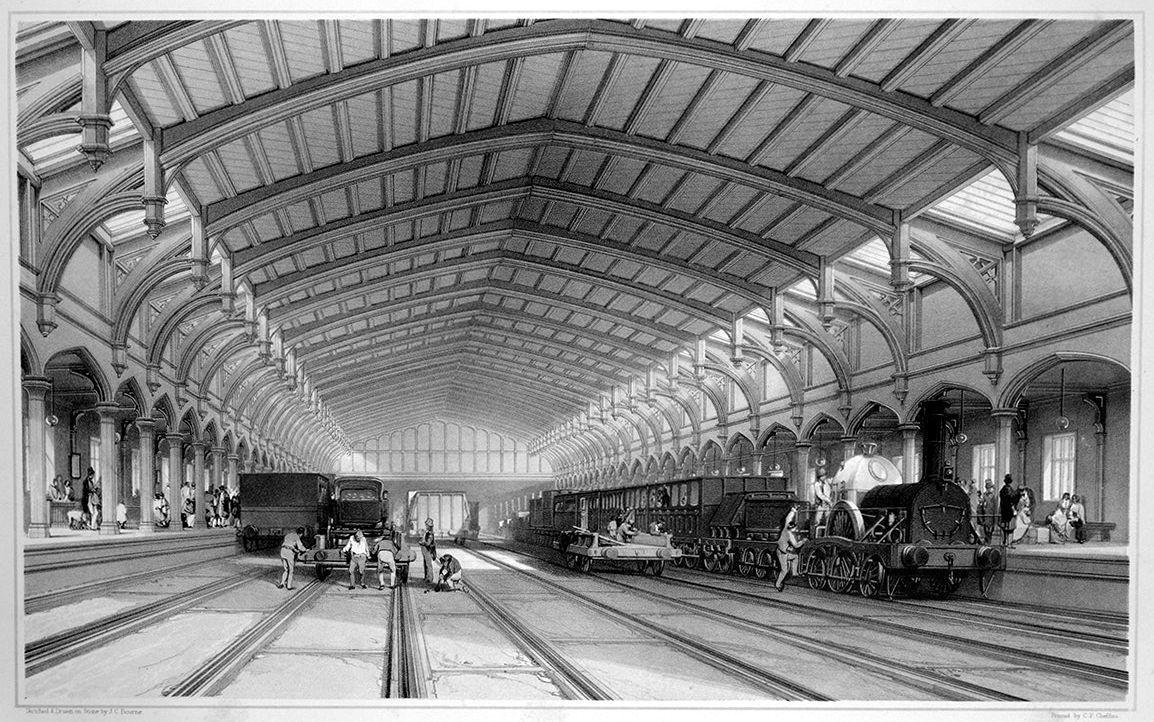
Bristol Temple Meads

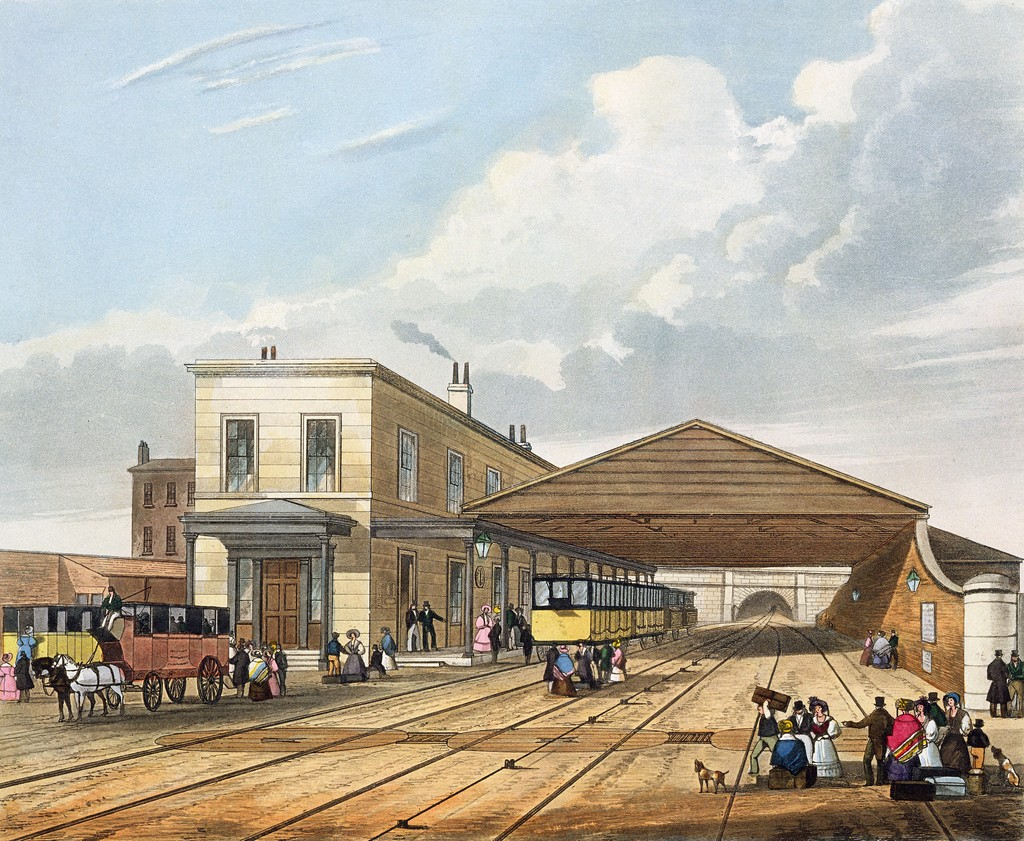
Liverpool Crown Street 1833

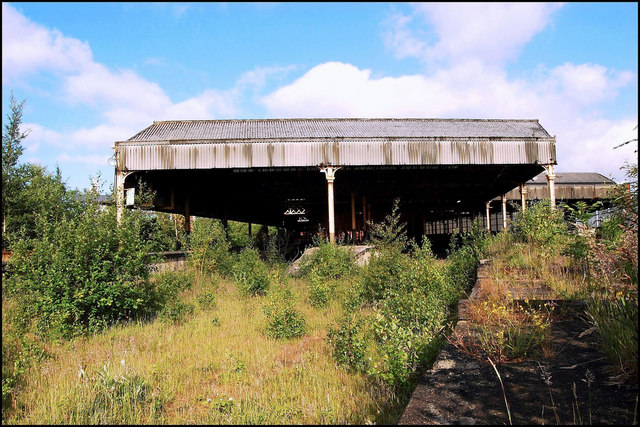
Manchester Mayfield

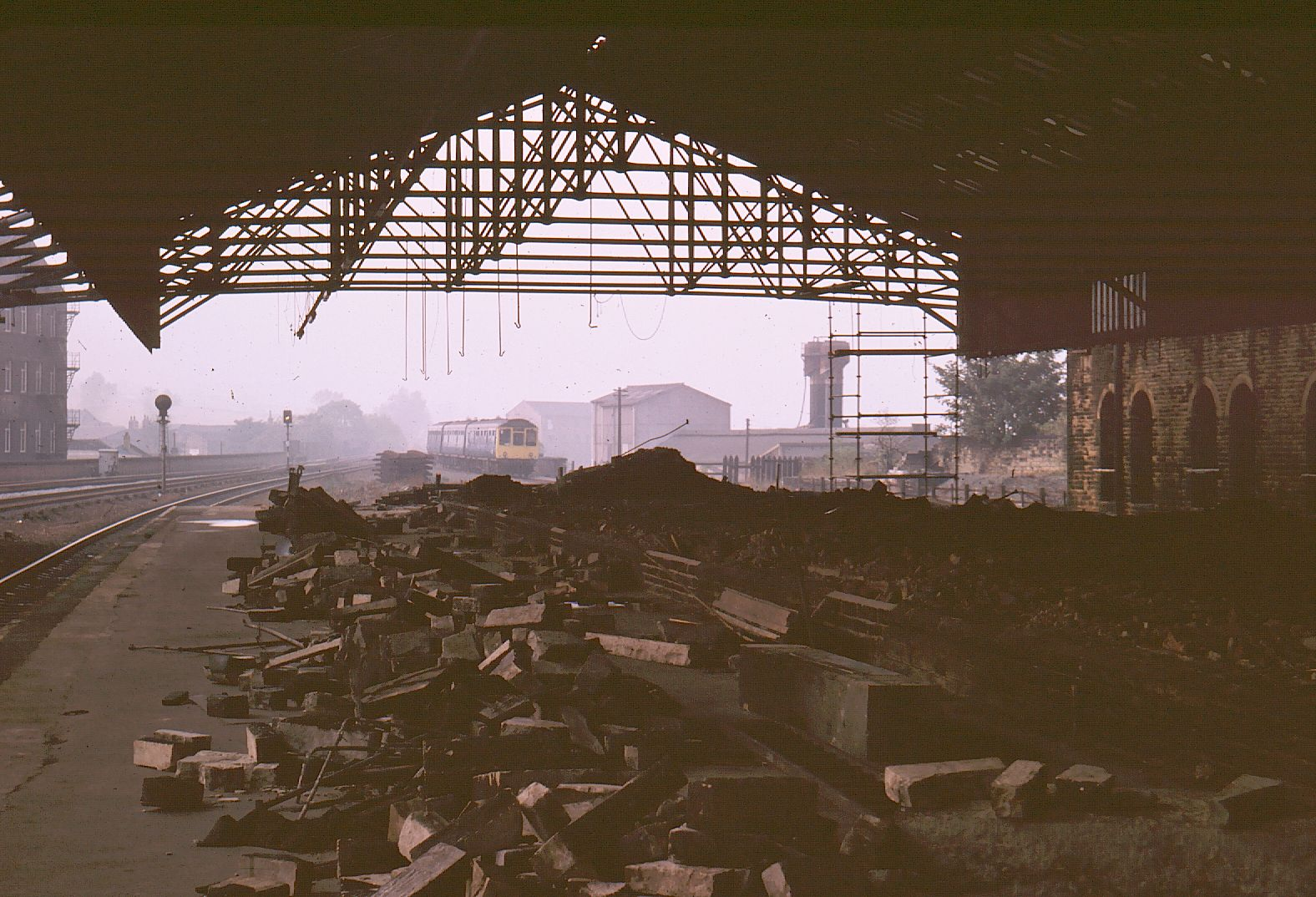
Mirfield Bahnsteighalle, Abriss im Oktober 1977

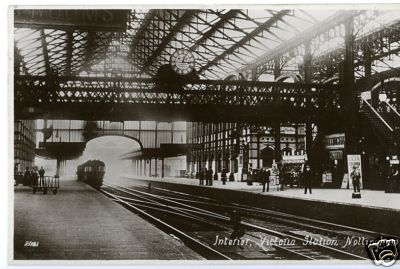
Nottingham Victoria Station kurz nach 1900

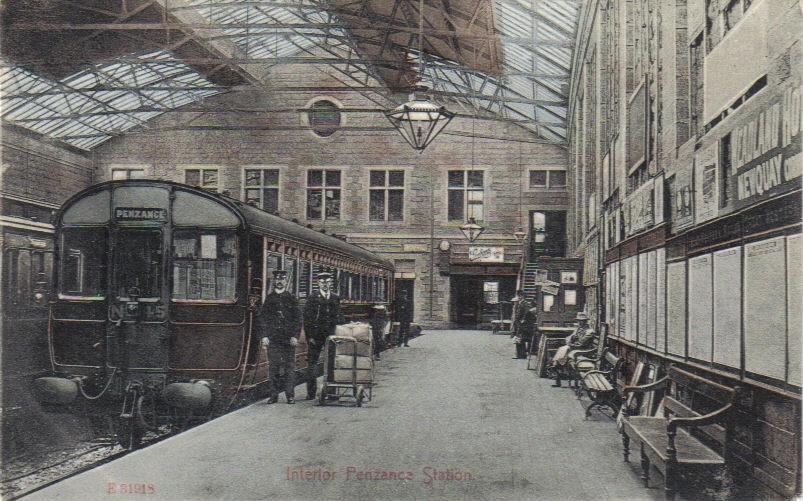
Penzance, etwa 1915

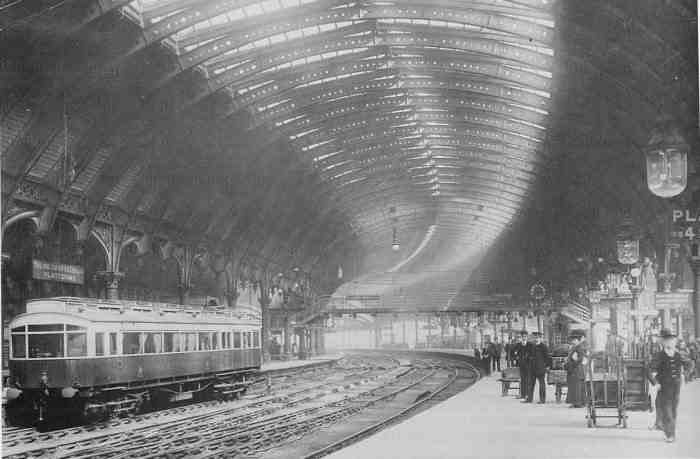
York, frühes 20. Jahrhundert

1. Abingdon (stillgelegt, 1856–1963, Güter bis 1984)
2. Aldeburgh (stillgelegt, 1860–1966)
3. Alford Town (stillgelegt, 1848–1966, Personen bis 1970)
4. Alnwick (stillgelegt, 1850–1969)
5. Alston (stillgelegt)
6. Ashburton (stillgelegt, 1872–1971)
7. Banbury Merton Street (stillgelegt, 1850–1961, Güter bis 1966)
8. Barnard Castle (stillgelegt, bis 1964, Fracht bis 1965)
9. Beverley
10. Birkenhead Woodside (stillgelegt, 1878–1967)
11. Birmingham, Bahnhof Birmingham New Street
12. Bishop Auckland (stillgelegt)
13. Blackburn
14. Bolton Great Moor street (stillgelegt, 1831–1958)
15. Bradford Adolphus Street (stillgelegt, 1854–1867, Fracht bis 1972)
16. Bradford Exchange (stillgelegt)
17. Brighton Station
18. Bournemouth
19. Bristol Temple Meads
20. Carlisle
21. Chester
22. Chester Northgate (stillgelegt, 1875–1969)
23. Crewe
24. Darlington
25. Dover Marine (stillgelegt)
26. Dover Western Docks (stillgelegt)[11]
27. Dover Harbour (stillgelegt, 1861–1927)
28. Filey
29. Foynes ? (stillgelegt)
30. Gosport
31. Hornsea Town (stillgelegt)
32. Huddersfield[12]
33. Hull Paragon Interchange
34. Hythe (Romney, Hythe and Dymchurch Railway) 381 mm Schmalspur
35. Kirkby Stephen East Station (stillgelegt)
36. Leeds, Leeds City Station
37. Liverpool Alexandra Dock (stillgelegt, 1881–1949)
38. Liverpool Braod Street (stillgelegt)
39. Liverpool Central Station
40. Liverpool Crown Street (stillgelegt 1830–1836, Güter: bis 1972)
41. Liverpool, Bahnhof Liverpool Lime Street
42. Liverpool Seaforth Sands (stillgelegt, 1894–1956)
43. Liverpool Exchange (stillgelegt)
44. Liverpool River Side (stillgelegt, 1895–1971)
45. London-Borough of Bromley, Bahnhof Crystal Palace
46. London-Borough of Camden, Bahnhof Euston
47. London Borough of Camden, Holborn (London Underground)
48. London Borough of Camden, Bahnhof King’s Cross
49. London Borough of Camden, Bahnhof St Pancras
50. London-Borough of Kensington and Chelsea, Earl’s Court (London Underground)
51. London-Royal Borough of Kensington and Chelsea|Borough of Kensington and Chelsea, Notting Hill Gate (London Underground)
52. London-Borough of Lambeth, Bahnhof London Waterloo
53. London-Borough of Southwark, Bahnhof London Bridge
54. London-Borough of Newham, London City Airport (DLR)
55. London-Borough of Tower Hamlets, Canary Wharf (London Underground)
56. London Borough of Tower Hamlets, Bahnhof Shadwell
57. London-City of London, Bahnhof Broad Street (stillgelegt)
58. London-City of London, Bahnhof Blackfriars
59. London-City of London, Bahnhof Liverpool Street
60. London-City of Westminster, Bahnhof London Charing Cross
61. London-City of Westminster, Baker Street (London Underground)
62. London-City of Westminster, Bahnhof Marylebone
63. London-City of Westminster, Bahnhof Paddington
64. London-City of Westminster, Bahnhof London Victoria
65. London Cockfosters Eastbound (London Underground)
66. Malton
67. Manchester Piccadilly
68. Manchester Victoria Station
69. Manchester Central Station (stillgelegt, 1880–1969)
70. Manchester Exchange (stillgelegt)
71. Manchester Mayfield (stillgelegt, 1910–1960)
72. Manchester Old Road (stillgelegt)
73. Middlesbrough (abgerissen)
74. Mirfield (abgerissen 1977)
75. Newcastle upon Tyne
76. New Romney (Romney, Hythe and Dymchurch Railway) 381 mm Schmalspur
77. Newmarket (stillgelegt)
78. Nottingham Victoria Station (stillgelegt, 1900–1967)
79. Oxenholme
80. Oxford Rewly Road (stillgelegt, 1851–1951)
81. Penzance
82. Portsmouth Southsea
83. Preston
84. Redcar Central Station (abgerissen)
85. Rugby
86. Scarborough
87. Southport Lord Street
88. Stoke-on-Trent
89. Wemyss Bay Railway Station
90. Windsor, Windsor and Eton Riverside railway station
91. Wolverhampton
92. Workington
93. York

- Schottland

1. Aberdeen
2. Ayr
3. Bo’ness
4. Edinburgh Waverley
5. Glasgow Central
6. Glasgow Queen Street

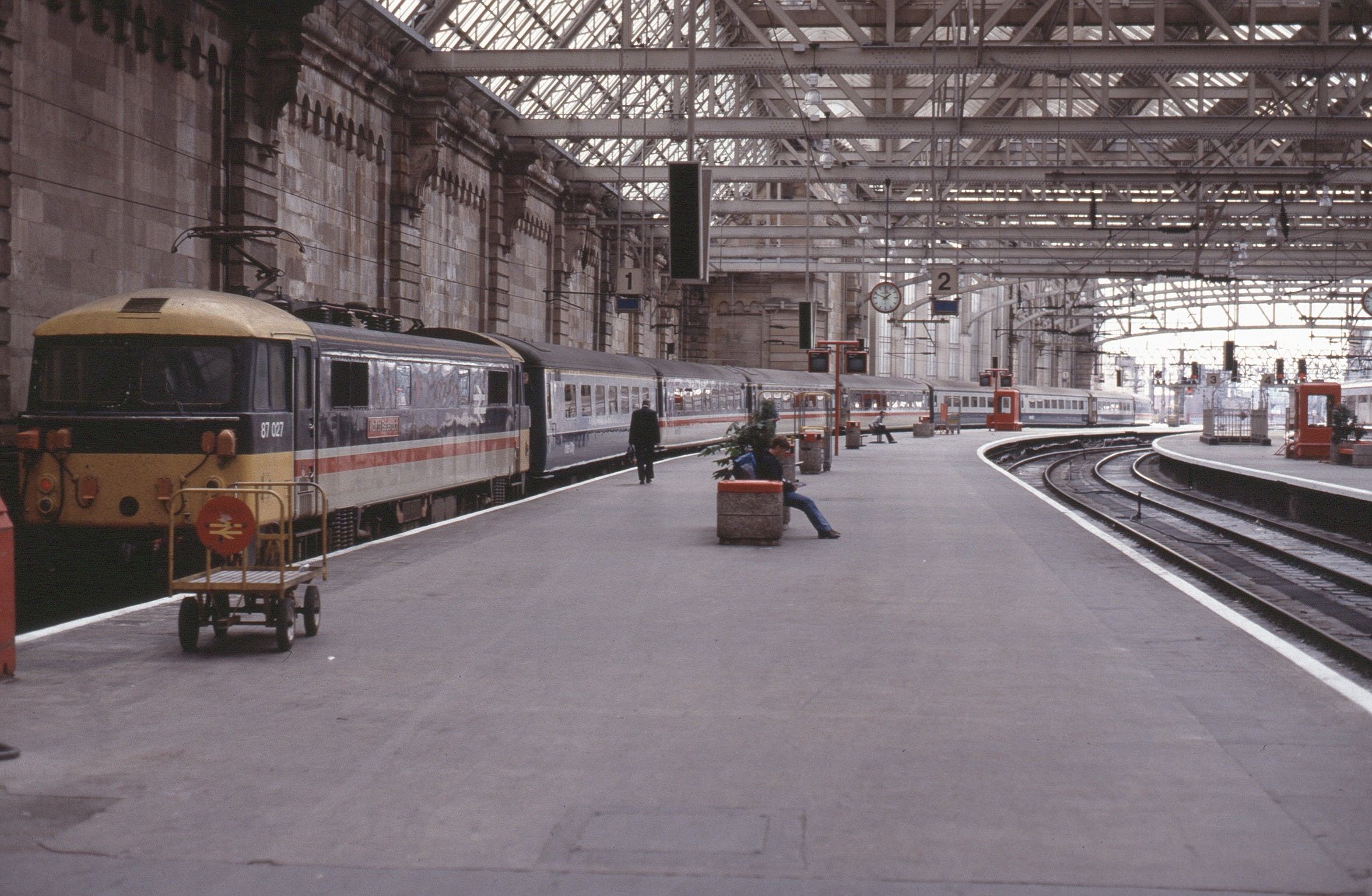
Glasgow Central

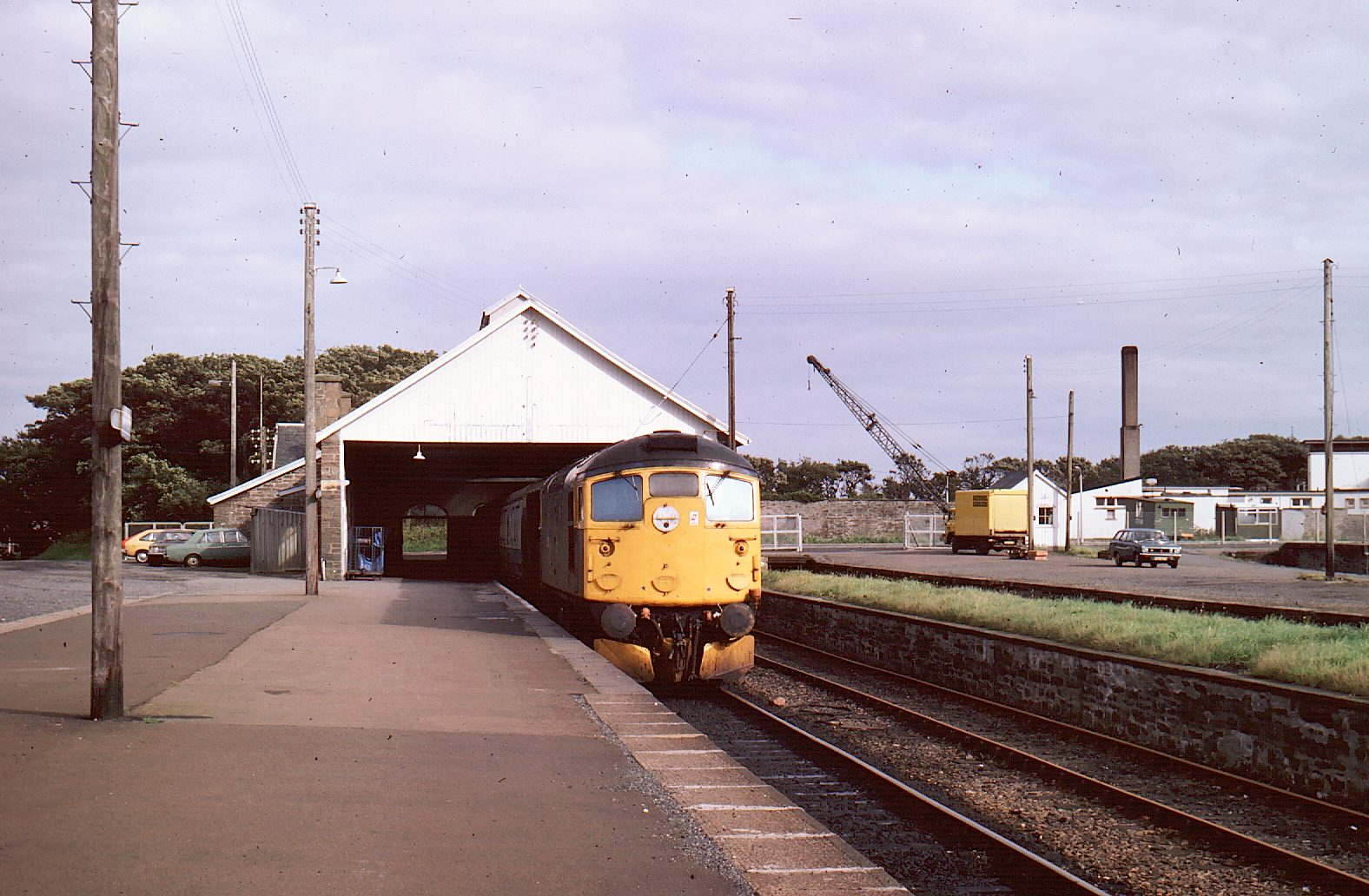
Wick August 1980

7. Greenock-Princes Pierstation (stillgelegt)
8. Inverness
9. Paisley Gilmour Street
10. Perth
11. Stranraer
12. Thurso
13. Wick

- Wales

1. Holyhead

#### Irland
1. Dublin Pearse Station
2. Dublin Connolly Train station

#### Italien

##### Mit Bahnbetrieb
1. Assago Milanofiori Forum (U-Bahn Mailand)
2. Assago Milanofiori Nord (U-Bahn Mailand)
3. Basilica San Paolo (Rom)
4. Brin (U-Bahn Genua)
5. Cascina Antonietta (U-Bahn Mailand)
6. Centro RAI (Rom)
7. Cologno Centro (U-Bahn Mailand)
8. Cologno Sud (U-Bahn Mailand)
9. Fiumicino Aeroporto
10. Garbatella (U-Bahn Rom)
11. Gessate (U-Bahn Mailand)
12. Marconi (U-Bahn Rom)
13. Mezzana
14. Milano Affori
15. Milano Centrale
16. Napoli Afragola
17. Napoli Montesanto (EAV)
18. Parma
19. Ponte Mammolo (U-Bahn Rom)
20. Prima Porta (Rom)
21. Reggio Emilia AV Mediopadana
22. Sassari[13]
23. Tesoro (Bari)
24. Trient Lokalbahnhof

##### Abgebrochen
1. Arezzo
2. Aurisina
3. Bergamo
4. Bologna Centrale
5. Brescia
6. Collesalvetti
7. Empoli
8. Firenze Porta al Prato (alter Bahnhof)
9. Firenze Santa Maria Novella (alter Bahnhof)
10. Fossato di Vico
11. Genova Piazza Manin
12. Genova Piazza Principe
13. Genova Sampierdarena
14. Livorno San Marco
15. Lucca
16. Luino
17. Milano Cadorna
18. Milano Centrale (alter Bahnhof)
19. Milano Porta Nuova (2. Bahnhof, 1850)
20. Napoli Centrale (alter Bahnhof)
21. Pisa (alter Bahnhof)
22. Pisa Centrale
23. Pistoia
24. Recoaro
25. Roma Termini (alter Bahnhof)
26. Sassuolo
27. Savona (alter Bahnhof)
28. Siena (alter Bahnhof)
29. La Spezia Centrale
30. Torino Porta Nuova
31. »Trauerbahnhof« der Straßenbahn Mailand
32. Trieste Campo Marzio
33. Ventimiglia
34. Verona Porta Vescovo

#### Republik Moldau
1. Chișinău

#### Niederlande
1. Almere Centrum
2. Almelo
3. Amsterdam Centraal
4. Arnhem Centraal
5. Den Haag Centraal
6. Den Haag HS
7. Duivendrecht
8. Eindhoven Centraal
9. Haarlem

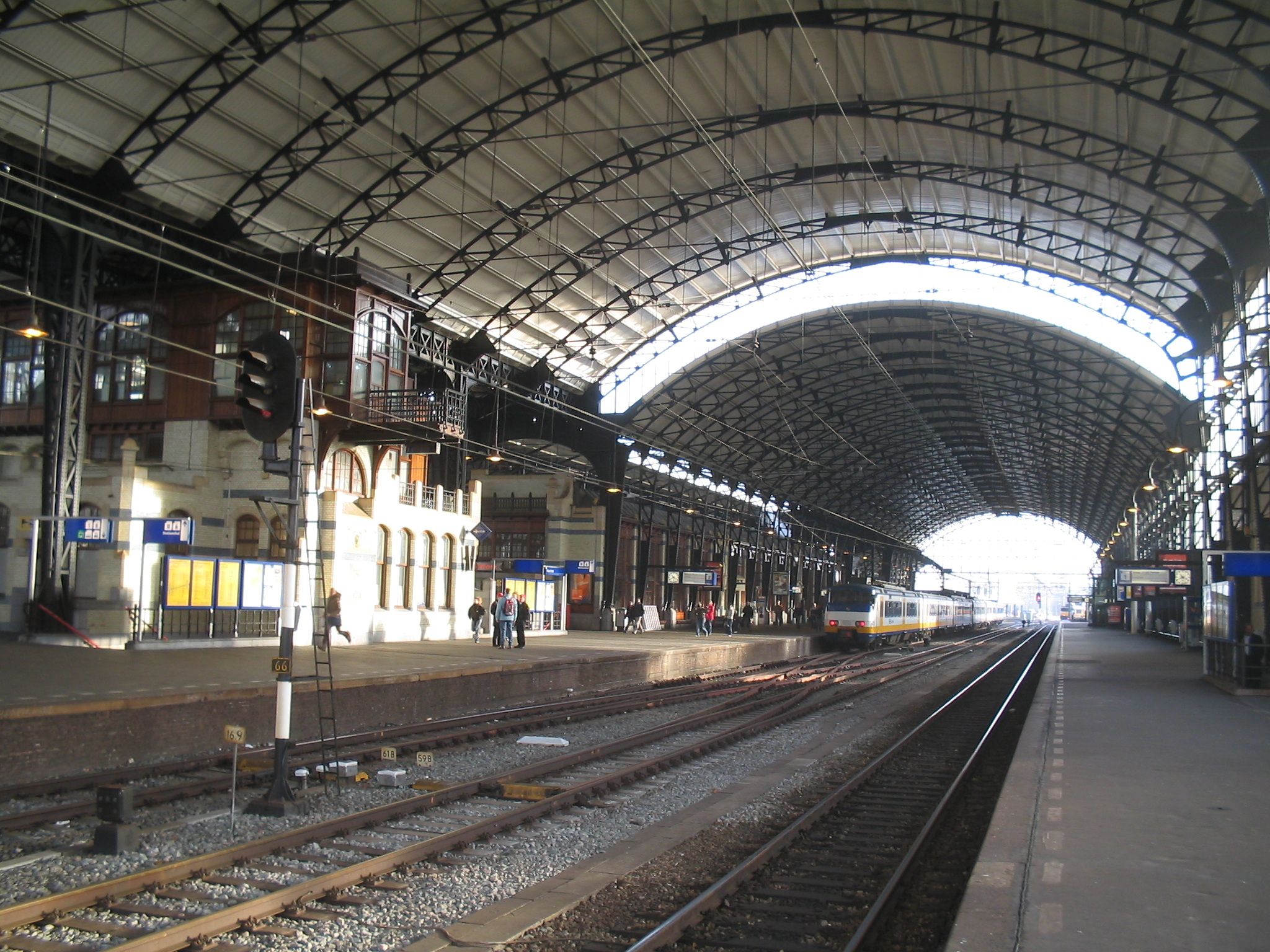
Bahnhofshalle in Haarlem

10. Hengelo (geht nicht über die Gleise)
11. ’s-Hertogenbosch (geht nicht über die Gleise)
12. Leeuwarden (geht nicht über die Gleise)
13. Lelystad Centrum
14. Rotterdam Centraal
15. Rotterdam Blaak
16. Schiedam Centrum
17. Utrecht Centraal

#### Nordmazedonien

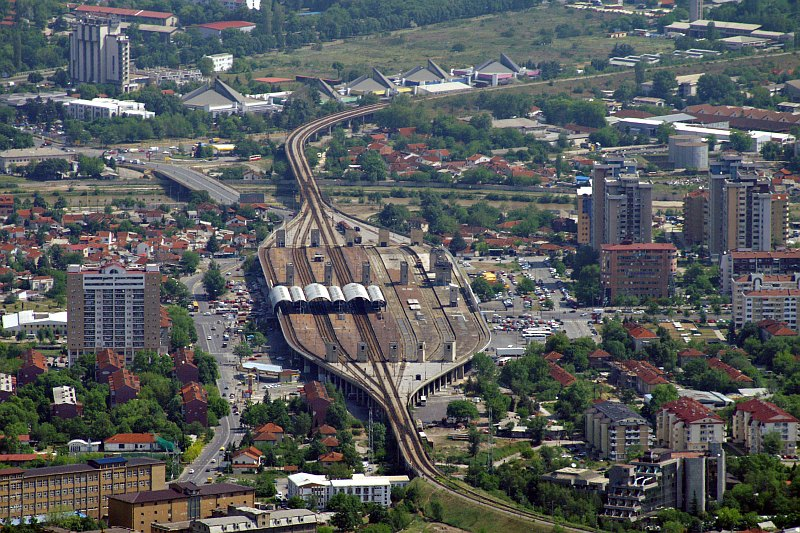
Bahnhof Skopje

1. Skopje

#### Norwegen
1. Bergen

#### Polen
1. Bahnhof Białystok (Neubau im historischen Stil)
2. Bytom (Beuthen)
3. Wrocław Główny (Breslau)
4. Breslau Freiburger Bahnhof (I) (ehemalig)
5. Breslau Niederschlesisch-Märkischer Bahnhof (ehemalig)
6. Gliwice (Gleiwitz, Neubau)
7. Katowice (Kattowitz, Neubau)
8. Kraków Główny (Krakau, Abriss und Neubau)
9. Bahnhof Kraków Lotnisko (Neubau)
10. Bahnhof Kraków Zabłocie (Neubau)
11. Legnica (Liegnitz)
12. Łódź Widzew (Neubau)
13. Poznań Główny (Posen, Abriss und Neubau)
14. Warszawa Wileńska (Neubau)
15. Warszawa Zachodnia (Neubau)

#### Portugal
1. Barreiro
2. Lissabon-Oriente
3. Lissabon Rossio
4. Lissabon Santa Apolónia
5. Lissabon Alcântara-Terra
6. Porto São Bento

#### Rumänien
1. Bukarest, Gara Filaret

#### Russland
1. Kaliningrad-Passaschirski
2. Moskau, Kiewer Bahnhof
3. Flughafen Moskau-Domodedowo
4. Moskau Sawjolowskij
5. Flughafen Moskau-Scheremetjewo
6. Novy Peterhof S-Bahn St. Petersburg

#### Schweden
1. Malmö centralstation
2. Trelleborg centralstation (ehem. Trelleborg Nedre)

#### Slowakei
1. Štrba (Zahnradbahn Štrba–Štrbské Pleso)

#### Spanien
1. Barcelona-França
2. Bilbao-Abando

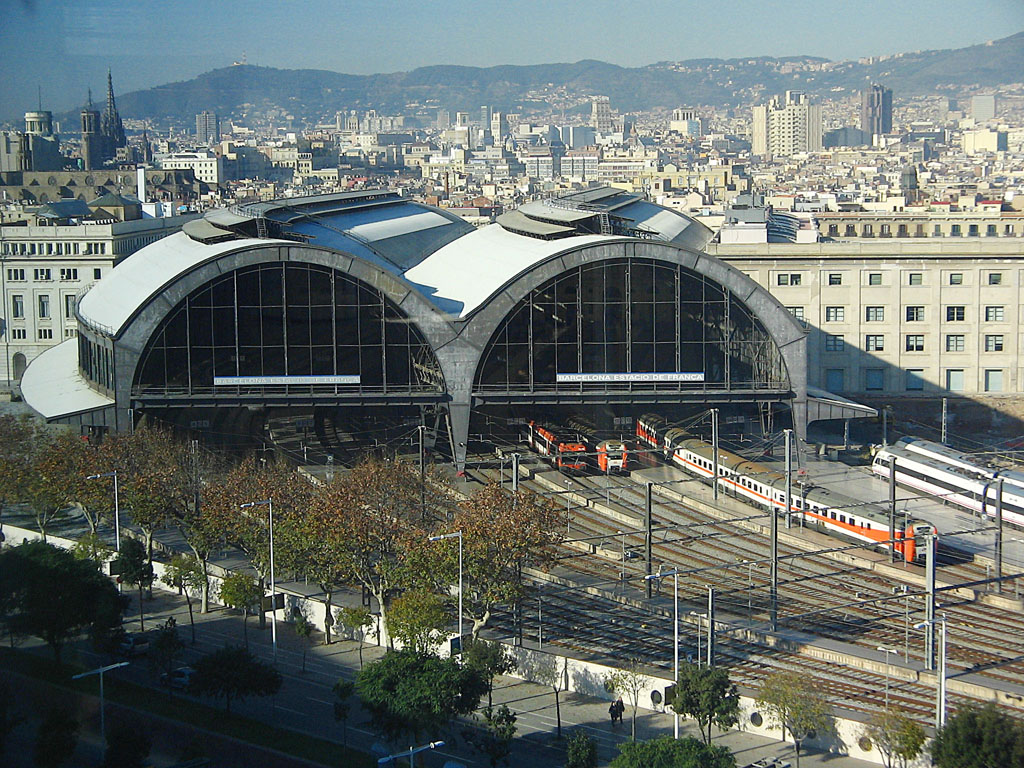
Barcelona Estació de França

3. León, Nordbahnhof (Estación del Norte)
4. El Prat de Llobregat Estación de Aeroport
5. Madrid Atocha
6. Madrid Delicias
7. Portbou
8. San Sebastian
9. Santiago de Compostela
10. Sevilla Plaza de Armas (MZA)
11. Sevilla San Bernardo (alter Bahnhof)
12. Bahnhof Sevilla Santa Justa
13. Valencia Norte
14. Zaragoza-Delicias

#### Tschechien

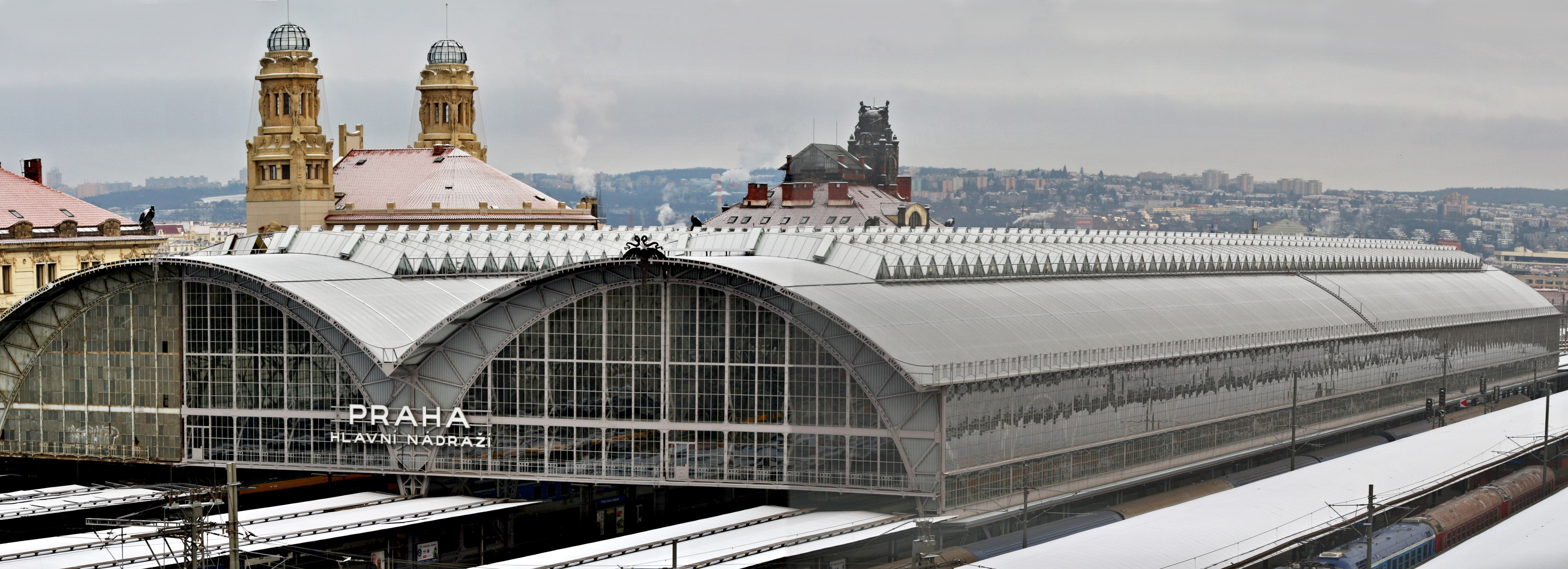
Hauptbahnhof Prag, Südseite 2017

1. Česká Třebová (abgerissen, durch Neubau ohne Halle ersetzt)
2. Praha Masarykovo nádraží
3. Praha hlavní nádraží (Prag Hauptbahnhof)
4. Praha U-Bahnhof Hůrka (Metro Prag)
5. Praha U-Bahnhof Luka (Metro Prag)
6. Praha U-Bahnhof Nemocnice Motol (Metro Prag)
7. Praha U-Bahnhof Rajská zahrada (Metro Prag)
8. Praha U-Bahnhof Střížkov (Metro Prag)
9. Karlovy Vary (Karlsbad, 2015 abgetragen und versetzt wieder aufgebaut)
10. Mošnov, Ostrava Airport
11. Pardubice hlavní nádraží (im Zweiten Weltkrieg zerstört, Neubau ohne Halle)

#### Ukraine
1. Lwiw (Lemberg)

#### Ungarn

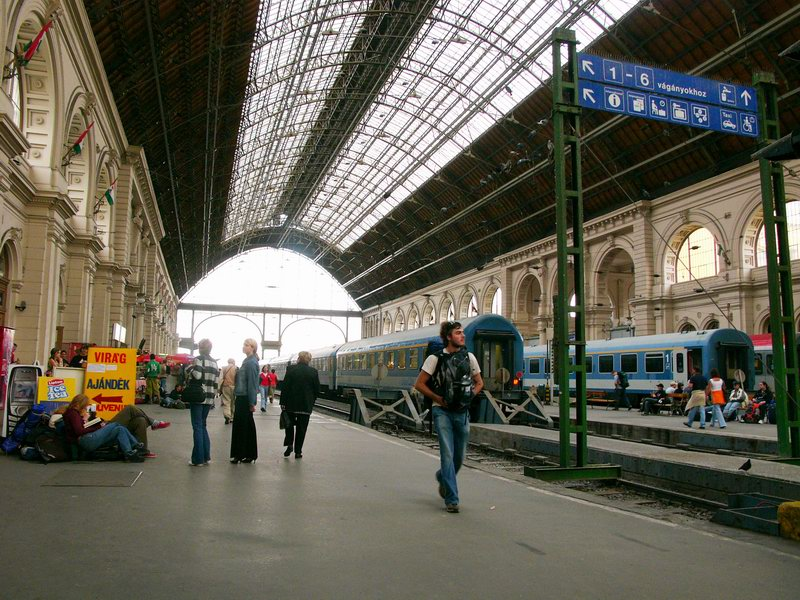
Budapest Keleti pályaudvar (2005)

1. Budapest Keleti pályaudvar (Ostbahnhof)
2. Budapest Nyugati pályaudvar (Westbahnhof)

### Afrika

#### Ägypten
1. Alexandria
2. Ramses-Bahnhof in Kairo

#### Algerien
1. Algier
2. Constantine

#### Tansania
1. Dodoma SGR

### Australien / Ozeanien
1. Melbourne Southern Cross Station
2. Normanton, Queensland
3. Perth Station
4. Perth Leederville Metro
5. Perth North Fremantle Metro
6. Queenstown Railway Station (West Coast Wilderness Railway)

Neuseeland Waterloo Station Lower Hutt

### Amerika

#### Argentinien
1. Bahnhof Bahía Blanca Sud
2. Bahnhof Buenos Aires Plaza Constitución
3. Bahnhof Buenos Aires San Martin
4. Bahnhof Buenos Aires Retiro
5. Bahnhof La Plata

#### Brasilien
1. Belo Horizonte Central Station
2. Belo Horizonte Primeiro de Maio Station (Metrô de Belo Horizonte)
3. Belo Horizonte Sao Gabriel Station (Metrô de Belo Horizonte)
4. Belo Horizonte Vilarinho Station
5. Belo Horizonte Waldomiro Lobo Station (Metrô de Belo Horizonte)
6. São Paulo Valinhos
7. São Paulo Luz Station
8. São Paulo Bauru's station
9. São Paulo Tupã's railroad station
10. Estação Ferroviária de Campinas
11. Limeira-sp. Brazil

#### Costa Rica
1. Bahnhof San José (Costa Rica) (nur 1 Gleis)

#### Chile
1. Bahnhof Santiago Alameda
2. Bahnhof Santiago Mapocho (umgewidmet zu Mehrzweckhalle)
3. Bahnhof Santiago Temuco

#### Dominikanische Republik
1. Máximo Gómez (Isabela) Metro Santo Domingo
2. Hermanas Mirabal (Parque Mirador Norte an der Hermanas Mirabal Ave.) Metro Santo Domingo
3. José Francisco Peña Gómez (Los Guaricanos an der Hermanas Mirabal Ave.) Metro Santo Domingo
4. Gregorio Luperón (Los Cerros at Hermanas Mirabal Ave., Buena Vista II) Metro Santo Domingo
5. Gregorio Urbano Gilbert (La Paz at Hermanas Mirabal Ave., Sol de Luz) Metro Santo Domingo
6. Mamá Tingó at Hermanas Mirabal Ave. and Charles de Gaulle Ave., Villa Mella Metro Santo Domingo

#### Jamaika
1. Kingston

#### Kanada
1. Toronto Grand Trunk Railway Station
2. Toronto Union Station (1873)
3. Toronto Union Station (1927)
4. Vancouver Holdom Vancouver SkyTrain
5. Vancouver Sperling – Burnaby Lake Vancouver SkyTrain
6. Vancouver Inlet Centre Vancouver SkyTrain

#### Mexiko
1. Mexico Estacion Romero Rubio L-B

#### Uruguay
1. Montevideo Estacion Central (stillgelegt)

#### USA
1. Bangor Maine Union station (abgebrochen)
2. Chicago Clark Lake CTA
3. Chicago Davis CTA
4. Chicago Library CTA Station
5. Chicago McCormick Tribune
6. Chicago Central Station
7. Newark Pennsylvania Station
8. Philadelphia Broad Street Station (abgebrochen)
9. Secaucus Bahnhof Secaucus Junction

### Asien

#### China
1. Beijing West Railway Station
2. Beijing South Railway Station
3. Beijing Subway Dazhongsi Station
4. Beijing Subway Airport Terminal 3 Station
5. Beijing Subway Longze Station
6. Beijing Subway Shuangqiao

#### Indien
1. Mumbai Bandra (S-Bahn Mumbai)
2. Mumbai Churchgate Station
3. Mumbai Rajdhani
4. Mumbai Chhatrapati Shivaji Terminus
5. Kulem

#### Indonesien
1. Banyuwangi station
2. Bogor
3. Jakarta Stasiun Juanda
4. Jakarta Sawah Besar
5. Jakarta Klender Stasiun
6. Jakarta Manga Beasr
7. Jakarta Manga Juanda
8. Jakarta Jayakarta
9. Jakarta Jatinegara Stasiun
10. Jakarta Juanda Stasiun
11. Jakarta Gambir Stasiun
12. Jakarta Gondangdia Stasiun
13. Jakarta Stasiun KA Cikini
14. Yogyakarta Station

#### Israel
1. Bahnhof Tel Aviv Hashalom
2. Bahnhof Tel Aviv Hahagana

#### Japan

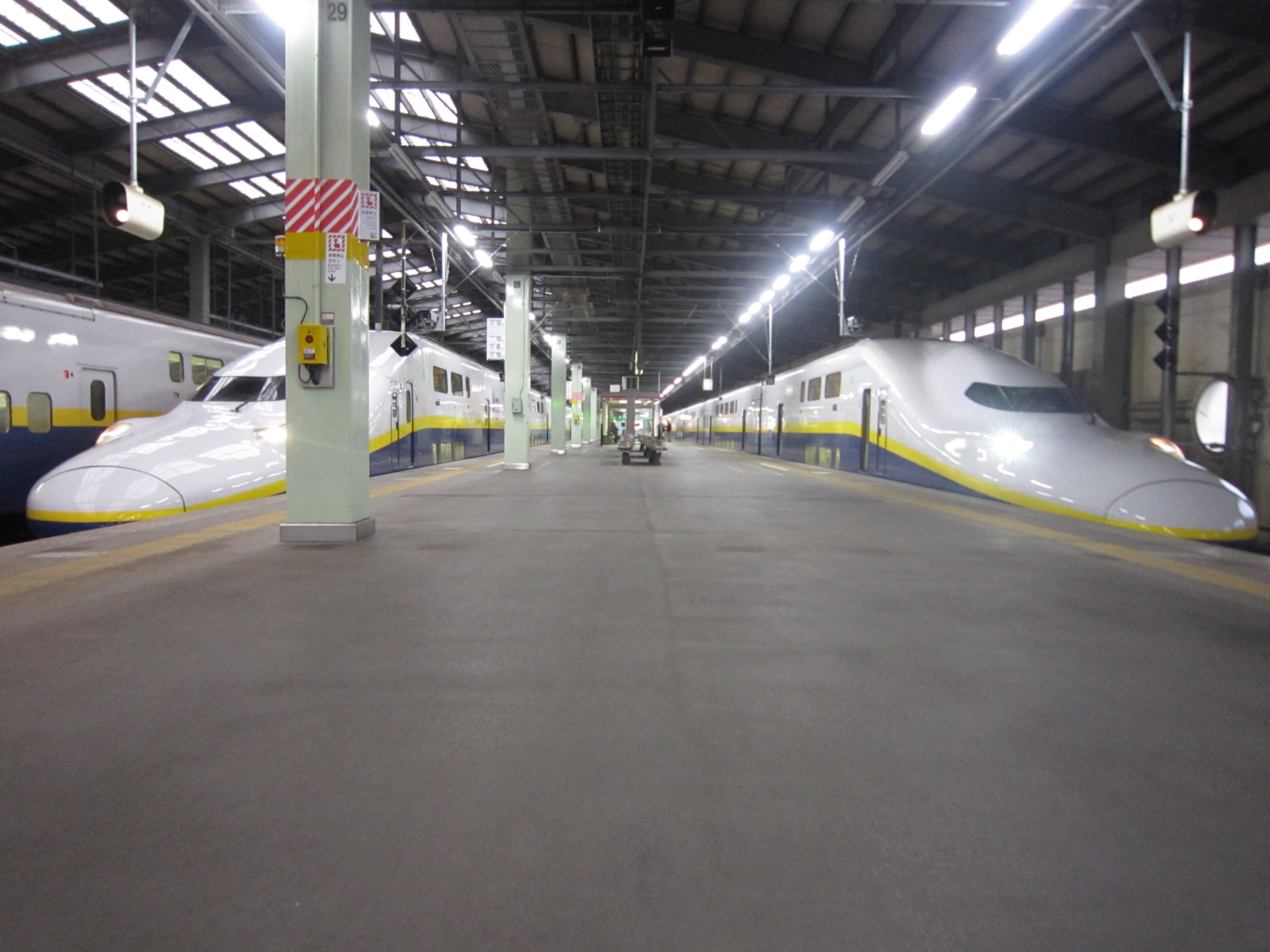
Niigata station

1. Bahnhof Sapporo
2. HauptBahnhof Niigata

#### Malaysia
1. Kuala Lumpur

#### Pakistan
1. Lahore

#### Südkorea
1. Seoul Jamsillaru Station Metro

#### Taiwan
1. Kengkou Station Metro Taipei Airport Line
2. Shanbi Station Metro Taipei Airport Line
3. Taipei Sanchon Station Metro Taipei Airport Line
4. Taipei New Taipei Industrial Park Station Metro Taipei Airport Line
5. Taishan Station Metro Taipei Airport Line
6. Taishan Guihe Station Metro Taipei Airport Line
7. Xinzhuang Fuduxin Station Metro Taipei Airport Line

#### Thailand
1. Bahnhof Bangkok Hua Lamphong
2. Bahnhof Thonburi

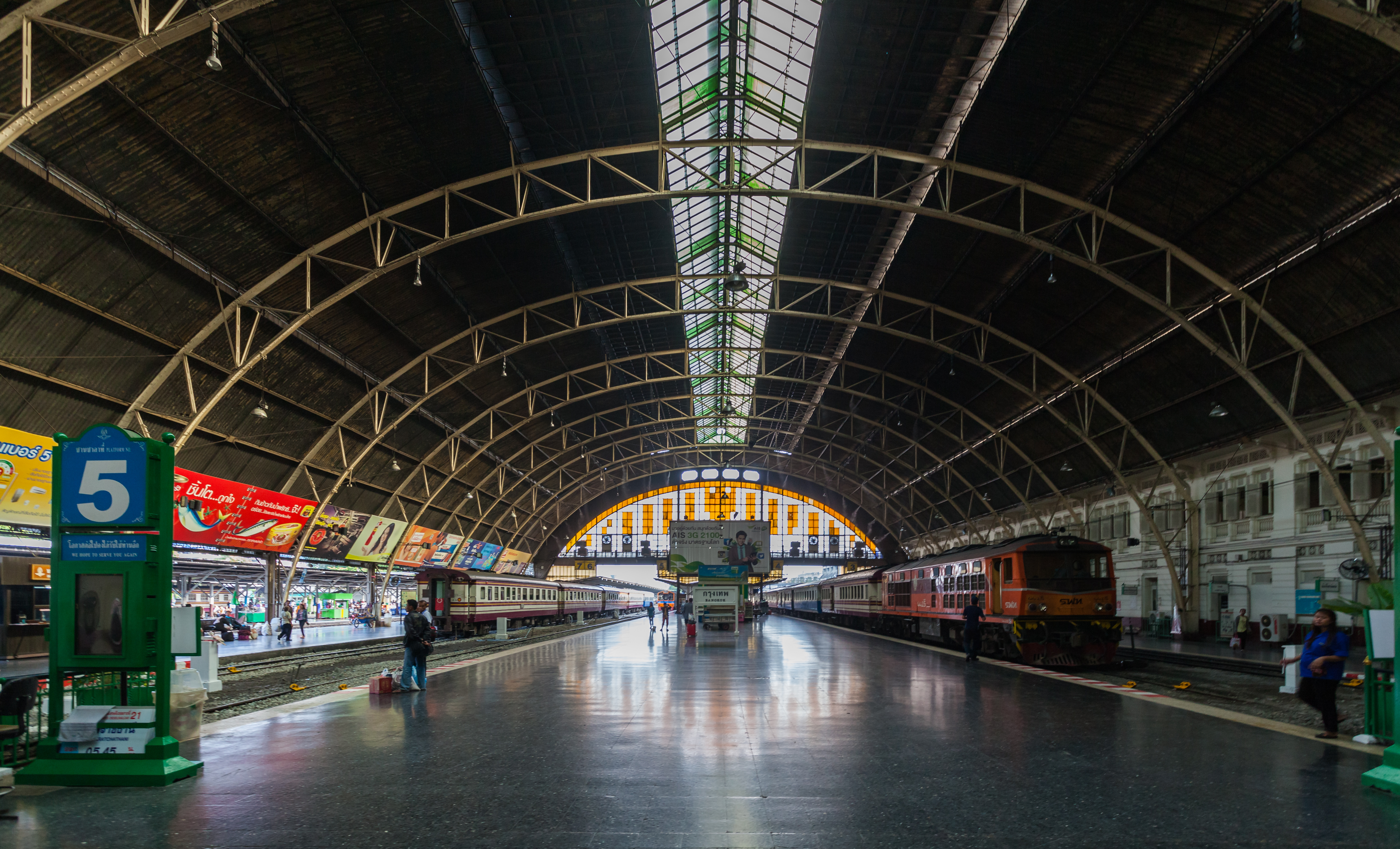
Bangkok

3. Bahnhof Krung Thonburi, Silom Linie, Bangkok Skytrain
4. Bahnhof Wongwian Yai, Silom Linie, Bangkok Skytrain
5. Bahnhof Pho Nimit, Silom Linie, Bangkok Skytrain
6. Bahnhof Talat Phlu, Silom Linie, Bangkok Skytrain
7. Bahnhof Wutthakat, Silom Linie, Bangkok Skytrain
8. Bahnhof Bang Wa, Silom Linie, Bangkok Skytrain
9. Bahnhof Khlong San, Gold Linie, Bangkok Skytrain
10. Bahnhof Charoen Nakon, Gold Linie, Bangkok Skytrain
11. Bahnhof Krung Thonburi, Gold Linie, Bangkok Skytrain